# Puente de la bahía de Sídney
El puente de la bahía de Sídney es un arco de tablero pasante metálico, localizado en Sídney, Nueva Gales del Sur (Australia). Cruza la bahía de Sídney, uniendo el centro financiero de la ciudad con la Costa Norte. La vista del puente, del puerto y de la cercana ópera de Sídney se considera ampliamente como una imagen icónica tanto de Sídney como de la propia Australia. Apodado "The Coathanger" (La Percha) debido a su diseño en forma de arco con los extremos tendidos, el puente permite el paso del tráfico ferroviario y de automóviles, así como de bicicletas y de peatones.
Bajo la dirección de John Bradfield del Departamento de Obras Públicas de Nueva Gales del Sur, el puente fue diseñado y construido por la firma británica Dorman Long de Middlesbrough, siendo inaugurado en 1932. La concepción general del puente, que Bradfield encargó al Departamento de Obras Públicas de Nueva Gales del Sur, era una copia aproximada del puente de Hell Gate en Nueva York. El diseño elegido entre las propuestas presentadas a la licitación fue un trabajo original creado por la empresa Dorman Long, que aprovechó parte del diseño del puente del Tyne, proyectado anteriormente por la propia compañía.
Es el décimo puente de arco más largo del mundo (en 2020) y el puente en arco de acero más alto, con una  altura de 134 m (440 pies) desde la coronación del arco hasta el nivel del agua. También era el puente de gran luz más ancho del mundo, con una anchura de 48,8 m (160,1 pies), hasta que se completó la construcción del nuevo puente Port Mann en Vancouver en 2012.

## Estructura

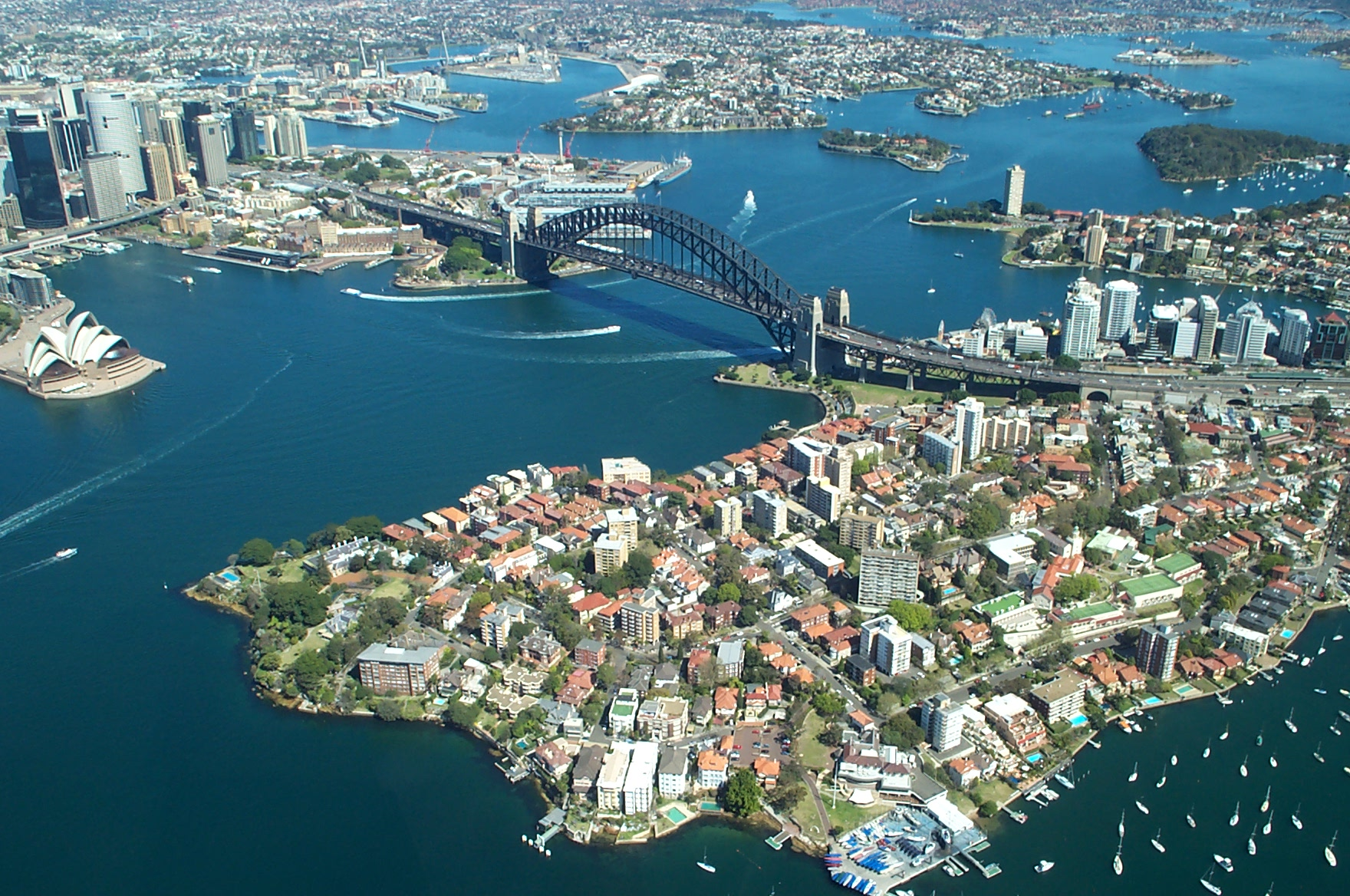
La bahía de Sídney vista desde el noreste, con la Ópera, el centro de la ciudad, el Circular Quay, el puente, el río Parramatta, el norte de la ciudad y Kirribilli en primer plano

El extremo sur del puente está ubicado en Dawes Point, en el área de The Rocks; y el extremo norte en Milsons Point, en la zona inferior de la Costa Norte. Originalmente disponía de seis carriles para el tráfico rodado, a los que se añadieron otros dos carriles adicionales en su lado este, que habían sido utilizados por los tranvías hasta que se canceló este servicio. Junto al tráfico rodado, una acera para uso peatonal discurre en el lado este del puente, mientras que un carril bici discurre por el lado occidental. Entre la calzada principal y el carril bici occidental se encuentran las vías del Ferrocarril de la Costa Norte.
La ruta principal que cruza el puente se denomina autopista de Bradfield, que con una longitud de aproximadamente 2,4 km (1,5 mi) es una de las carreteras más cortas de Australia.

### Arco

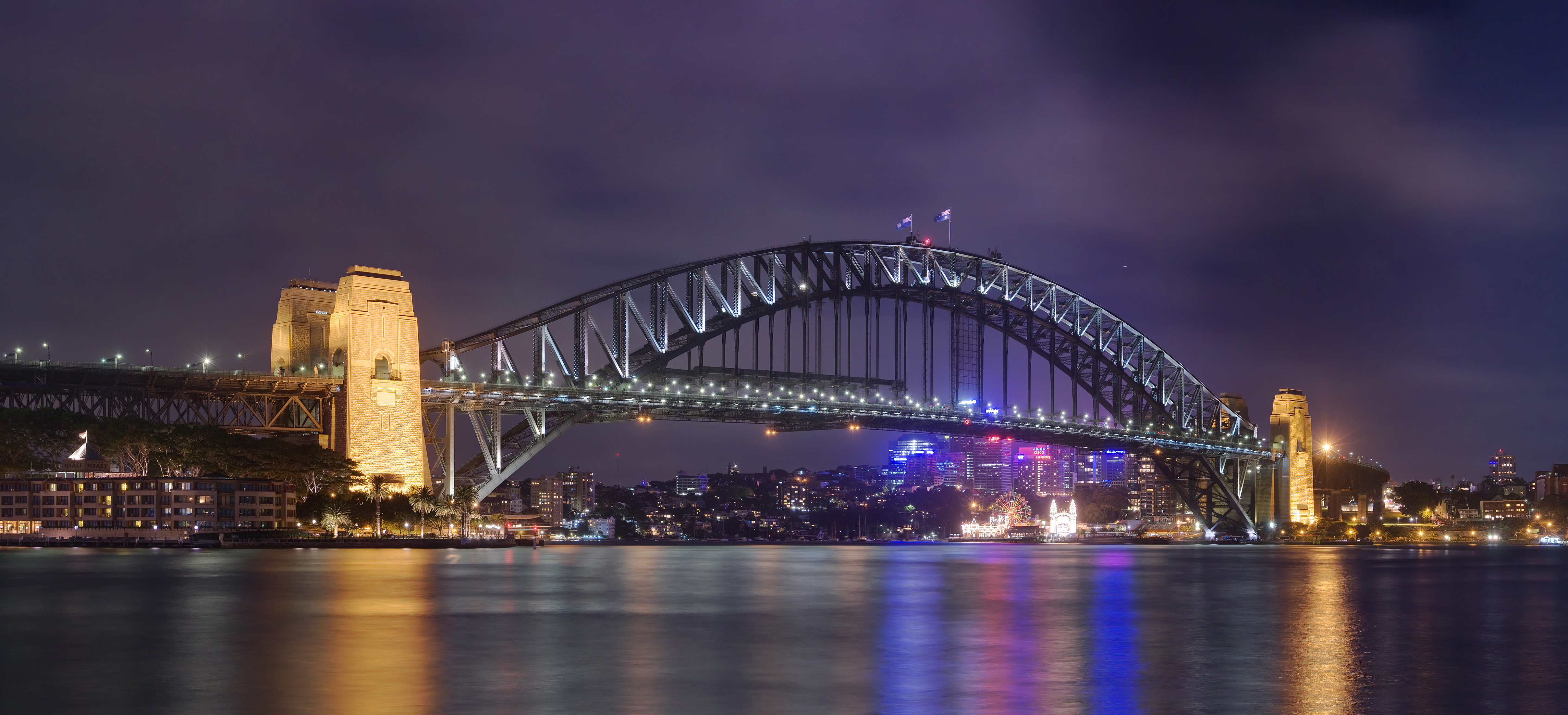
El puente iluminado de noche

El arco se compone de dos cerchas de arco con 28 alineaciones de montantes verticales cada uno. Sus alturas varían desde 18 m (59 pies) en el centro del arco, hasta 57 m (187 pies) en los extremos junto a los pilonos.
Tiene una luz de 504 m (1654 pies), y su clave está situada a 134 m (440 pies) sobre el nivel medio del mar. La dilatación de la estructura de acero en los días calurosos puede aumentar la altura del arco hasta en 18 cm (7,1 plg).

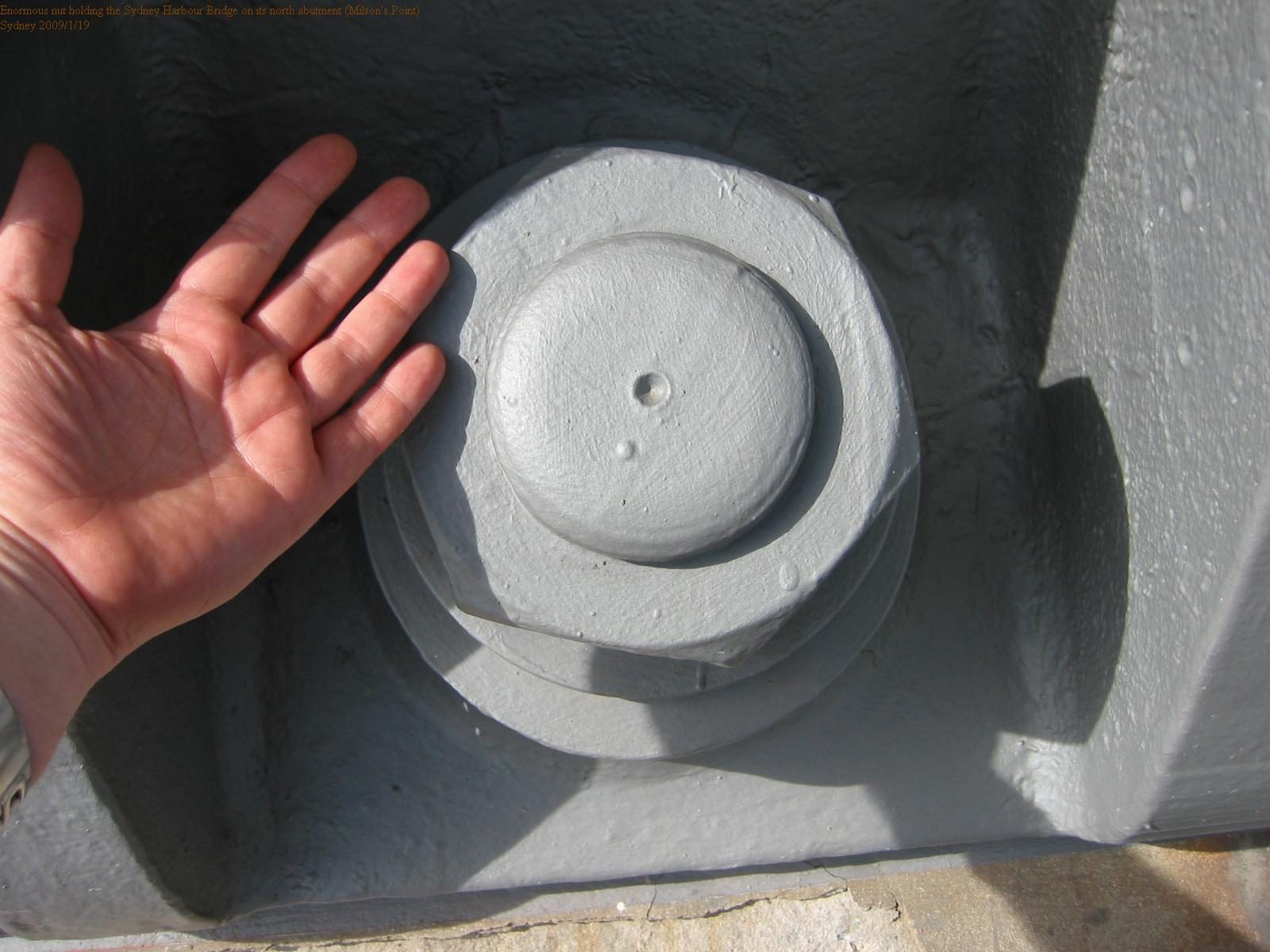
Una de las tuercas que sujetan el puente sobre sus estribos (extremo norte).

El peso total de la estructura de acero del puente, incluidos el arco y los vanos de acceso, es de 52 800 toneladas (52 800 000 kg), y el peso del arco en sí es de 39 000 toneladas (39 000 000 kg). Aproximadamente el 79% del acero, específicamente las secciones técnicas que constituyen la curva del arco, se importó preformado de Inglaterra, y el resto provino de Newcastle Steelworks. Junto al puente, la empresa Dorman Long & Co instaló dos talleres en Milsons Point, en el emplazamiento del actual Luna Park, donde se mecanizó el acero de las vigas maestras y de otras piezas de la estructura.
El puente se mantiene unido mediante seis millones de remaches manuales de fabricación australiana, suministrados por la empresa McPherson de Melbourne. El último bulón se remachó en el tablero el 21 de enero de 1932. Los bulones se calentaban al rojo vivo y se insertaban en unas perforaciones practicadas en las placas de acero a unir, redondeándose inmediatamente su extremo cilíndrico con una gran remachadora neumática. El mayor de los remaches utilizados pesaba 3,5 kg (8 lb) y tenía una longitud de 39,5 cm (15,6 plg). La práctica de remachar grandes estructuras de acero, en lugar de soldarlas, era por entonces una técnica de construcción probada y conocida, mientras que la soldadura estructural todavía no se había desarrollado adecuadamente para su uso en el puente.

### Pilonos

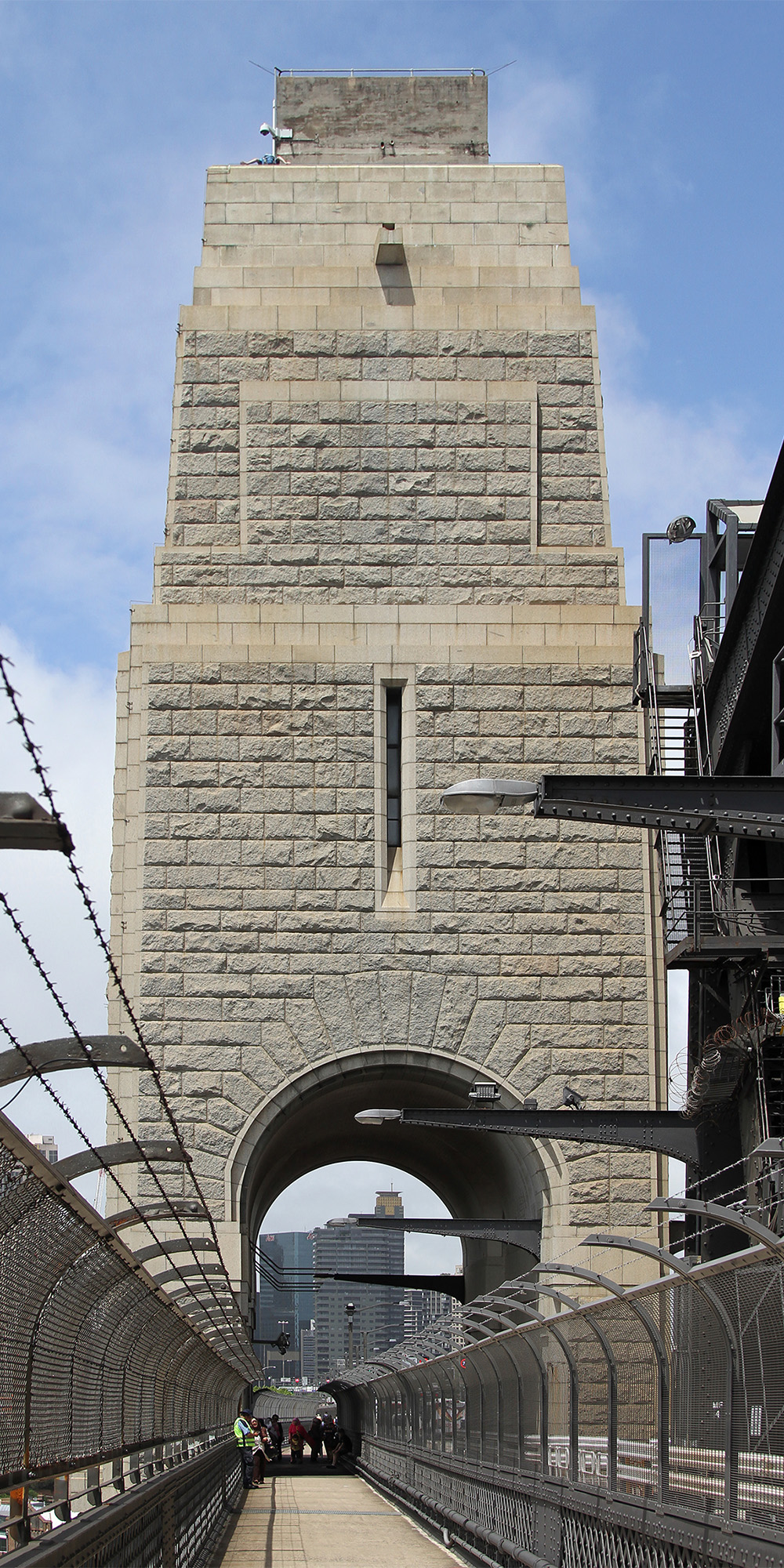
El pilono sureste contiene el mirador turístico, y está revestido con granito extraído en Moruya

En cada extremo del arco se encuentran un par de pilonos de hormigón de 89 metros (292 pies) de altura, revestidos con granito. Las torres fueron diseñadas por el arquitecto escocés Thomas S. Tait, socio del estudio de arquitectura John Burnet & Partners.
Unos 250 canteros australianos, escoceses e italianos y sus familias se trasladaron a un asentamiento temporal en Moruya, una localidad situada unos 300 km (186 mi) al sur de Sídney, donde extrajeron de una cantera alrededor de 18 000 m³ (635 665 ft³) de granito para revestir los pilonos del puente. Los canteros cortaron, labraron y numeraron los bloques, que luego fueron transportados a Sídney en tres barcos construidos específicamente para este propósito. La cantera de Moruya estaba gestionada por John Gilmore, un cantero escocés que emigró con su joven familia a Australia en 1924, a petición de los responsables del proyecto. El hormigón utilizado también fue de fabricación australiana, y se suministró desde Kandos.
Los estribos situados en la base de los pilonos son esenciales para soportar las cargas del arco y mantenerlo firmemente en su lugar, pero los pilonos en sí no tienen ningún propósito estructural. Se incluyeron para proporcionar un marco para las celosías del arco y darle un mejor equilibrio visual al puente. Los pilonos no formaban parte del diseño original y solo se agregaron para disipar la preocupación del público sobre la integridad estructural del puente.
Aunque originalmente se agregaron al puente únicamente por su valor estético, ahora se han puesto en uso los cuatro pilonos. El pilono sureste contiene un museo y un centro turístico, con un mirador de 360° en la cima que ofrece vistas del puerto y de la ciudad. El consorcio de Transporte de Nueva Gales del Sur utiliza el pilono suroeste para situar sus cámaras de circuito cerrado de televisión con vistas al puente y a las carreteras localizadas del entorno. Los dos pilonos en la costa norte incluyen chimeneas de ventilación para la evacuación de los humos procedentes del túnel del Puerto de Sídney, con la base del pilono sur que contiene el taller de mantenimiento del puente, y la base del pilono norte que contiene el local dedicado a la gestión de las grúas para retirada de vehículos averiados y de los vehículos de seguridad utilizados en el puente.
En 1942, los pilonos se modificaron con el fin de añadirles parapetos y cañones antiaéreos diseñados para contribuir tanto a la defensa de Australia como al esfuerzo bélico general.

## Historia

### Primeras propuestas

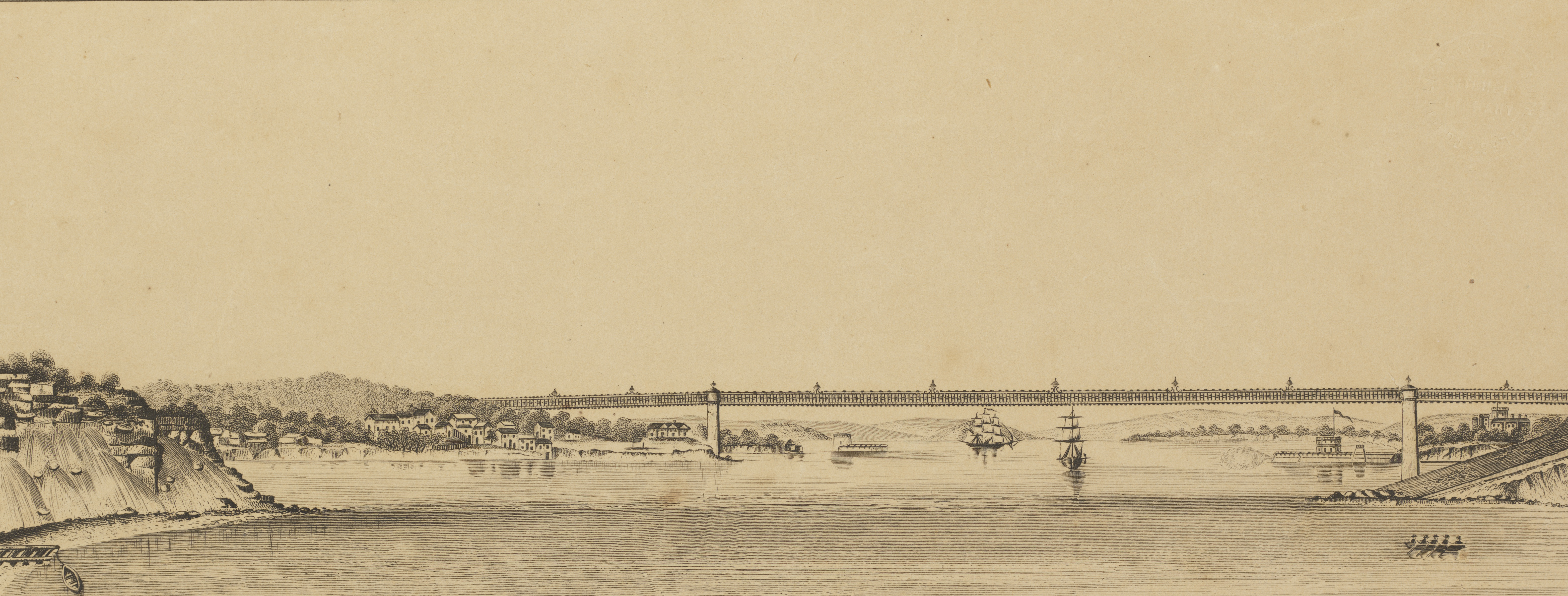
Puente propuesto cerca de Dawe's Point, Sídney, 1857

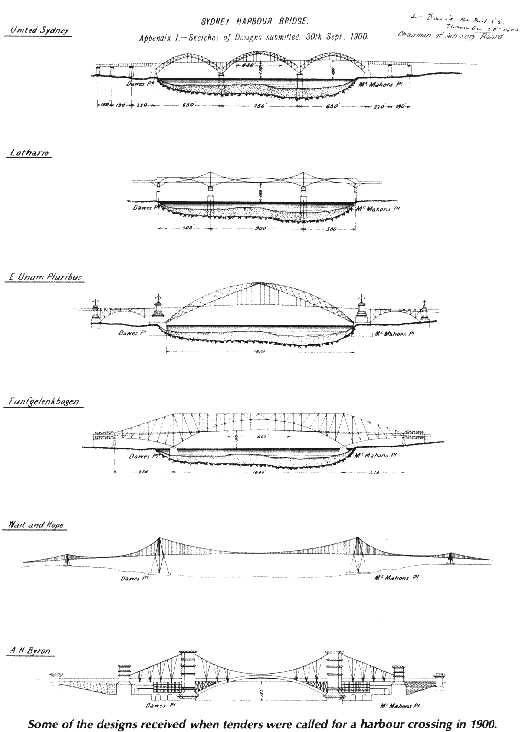
Bocetos de diseños presentados cuando se convocó la licitación para un cruce de la bahía en 1900

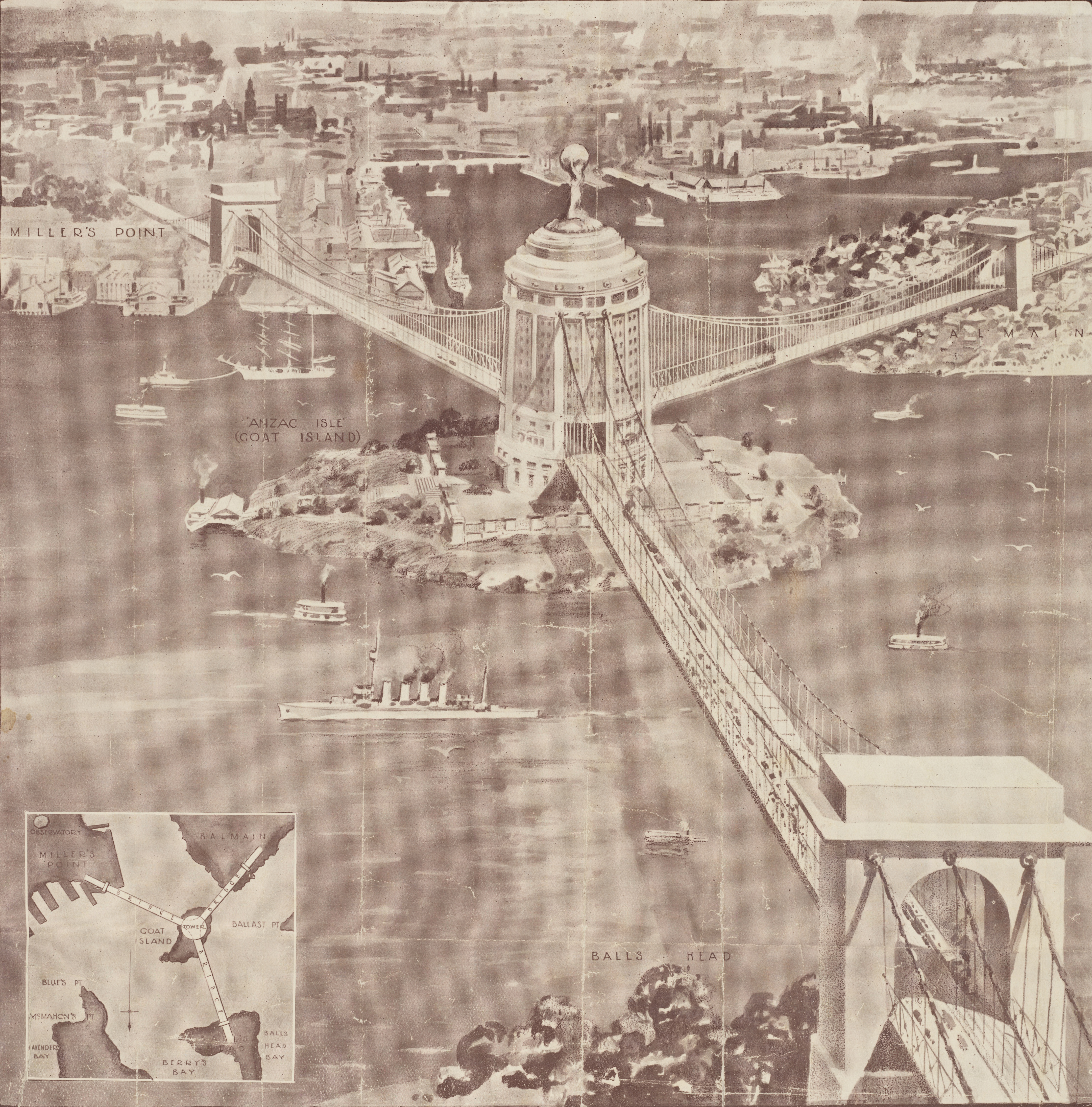
Puente de tres tramos para unir Millers Point con Balls Head y Balmain, propuesto por Ernest Stowe en 1922

Ya en 1814 se habían hecho planes para construir un puente, cuando el convicto (condenado por falsificar un documento financiero) y destacado arquitecto Francis Greenway supuestamente propuso al gobernador Lachlan Macquarie que se construyera un puente desde la costa norte hasta la costa sur de la bahía. En 1825, Greenway escribió una carta al periódico The Australian, afirmando que tal puente "daría una idea de fuerza y magnificencia que proporcione crédito y gloria a la colonia y a la Madre Patria".
Las sugerencias de Greenway no dieron resultado, pero la idea siguió viva y durante el siglo XIX se hicieron muchas más propuestas. En 1840, el arquitecto naval Robert Brindley propuso que se construyera un puente flotante. El ingeniero Peter Henderson realizó uno de los primeros dibujos conocidos de un puente que cruzara la bahía alrededor de 1857. En 1879 se hizo una sugerencia para un puente de celosía, y en 1880 se propuso un puente de gran altura con un coste estimado en 850.000 libras.
En 1900, el gabinete del gobernador William Lyne se comprometió a construir una nueva Estación Central en Sídney, y organizó un concurso mundial para el diseño y la construcción de un puente a través de la bahía, supervisado por el ministro de Obras Públicas Edward William O'Sullivan. G.E.W. Cruttwell, un ingeniero afincado en Londres, recibió el primer premio de 1.000 libras esterlinas. El ingeniero local Norman Selfe presentó un diseño para un puente colgante y ganó el segundo premio de 500 libras. En 1902, cuando el resultado del primer concurso se vio envuelto en controversia, Selfe ganó un segundo concurso, con un diseño de un puente en ménsula de acero. El tribunal de selección fue unánime y comentó que "las líneas estructurales son correctas y en verdadera proporción, y... el contorno es elegante". Sin embargo, debido a una crisis económica y un cambio de gobierno tras las elecciones de 1904, la construcción nunca comenzó.
Ernest Stowe propuso en 1922 un singular puente con tres tableros, que conectarían entre sí Balls Head, Millers Point y Balmain, unidos a su vez con una gran torre conmemorativa central situada en la isla Goat.

### Planificación
En 1914, John Bradfield fue nombrado ingeniero jefe del Puente de la Bahía de Sídney y de la Construcción del Ferrocarril Metropolitano, y su trabajo en el proyecto durante muchos años le valió el posterior reconocimiento como padre del puente. La preferencia de Bradfield en ese momento era un puente en ménsula sin estribos, y en 1916 la Asamblea Legislativa de Nueva Gales del Sur aprobó un proyecto de ley para tal construcción. Sin embargo, el proyecto se suspendió, ya que el Consejo Legislativo rechazó la propuesta, basándose en que sería mejor gastar el dinero en el esfuerzo bélico motivado por el estallido en 1914 de la Primera Guerra Mundial.
Después del final de la guerra, los planes para construir el puente volvieron a cobrar impulso. Bradfield perseveró con el proyecto, desarrollando los detalles de las especificaciones y de la financiación de su propuesta de puente en voladizo, y en 1921 viajó al extranjero para investigar como se gestionaban las licitaciones en otros países. Kathleen M. Butler, su secretaria confidencial (denominación en la época de lo que hoy sería una asesora técnica), se encargó de toda la correspondencia internacional durante su ausencia. Al regresar de sus viajes, Bradfield decidió que un diseño con forma de arco también sería adecuado, y junto con los funcionarios del Departamento de Obras Públicas de Nueva Gales del Sur se preparó el diseño general para un puente de un solo arco basado en la configuración del puente de Hell Gate, localizado en Nueva York. En 1922, el gobierno aprobó la Ley n.º 28 del Puente de la Bahía de Sídney, que especificaba la construcción de un puente de gran altura en voladizos o en arco a través de la bahía entre Dawes Point y Milsons Point, junto con la construcción de los accesos y líneas ferroviarias de tracción eléctrica necesarias, y se invitó a la licitación  del proyecto a empresas de todo el mundo.

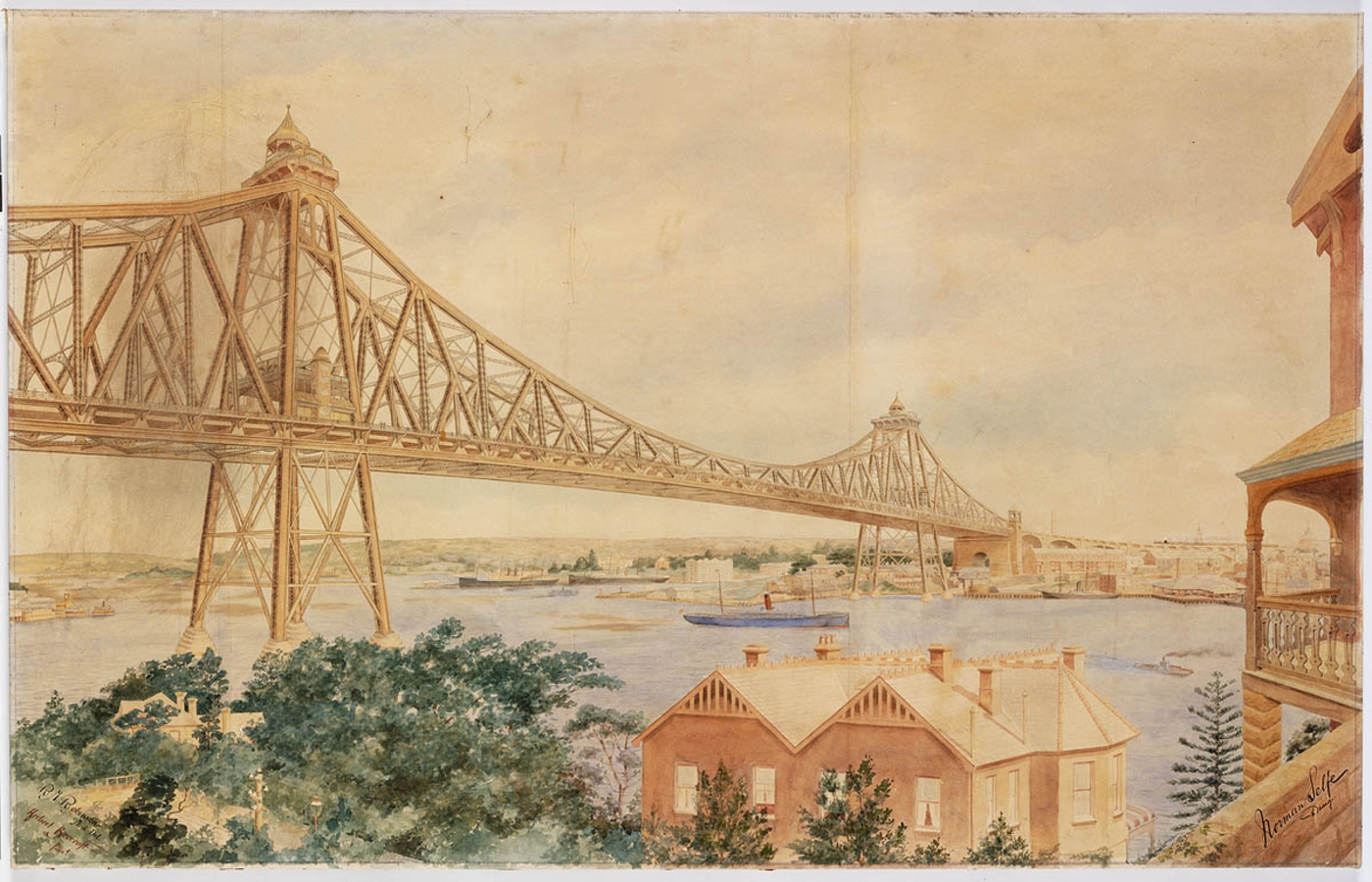
El diseño ganador de Norman Selfe en el segundo concurso c. 1903

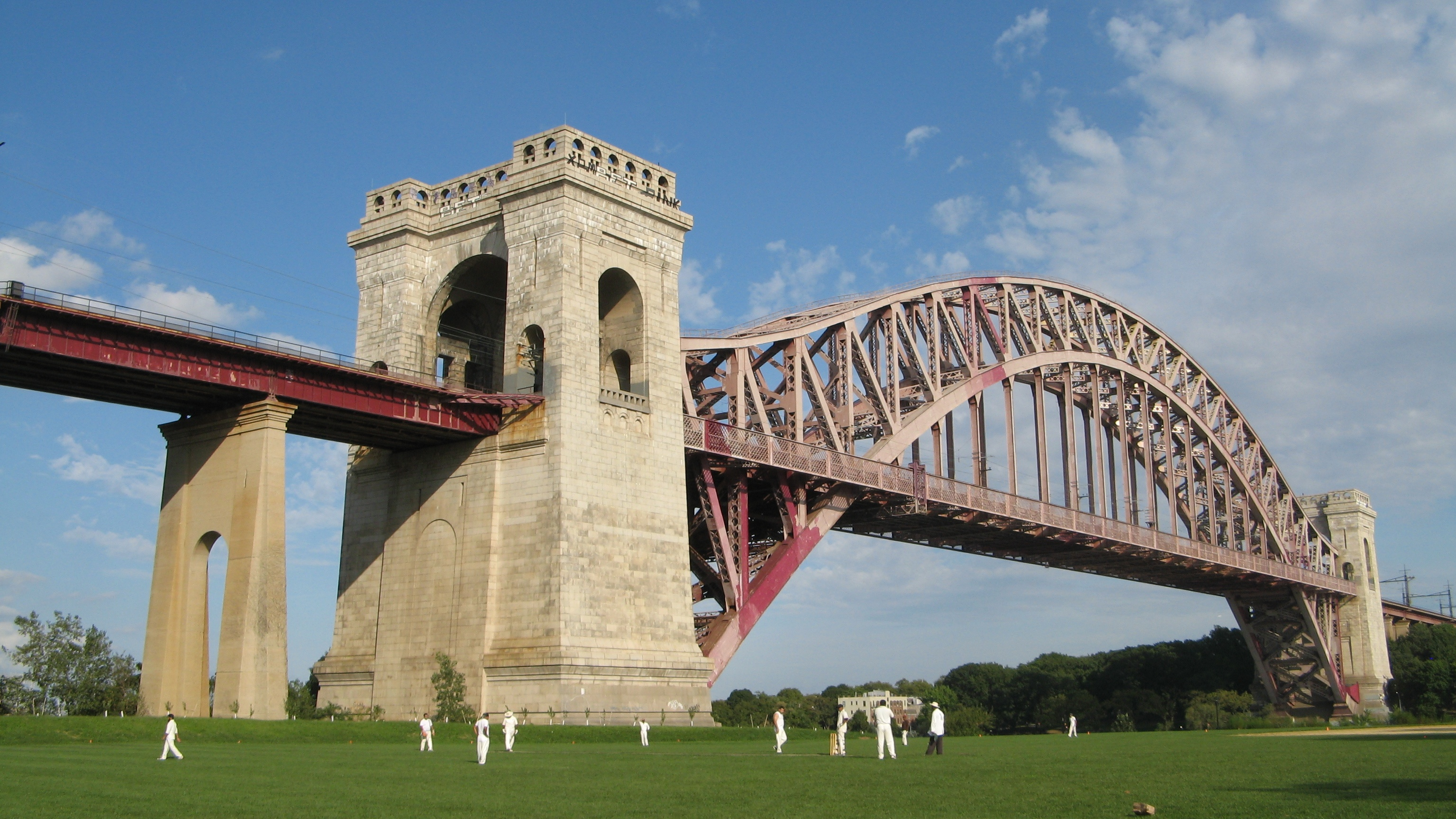
El puente de Hell Gate en Nueva York inspiró el diseño final del puente de la bahía de Sídney

Como resultado del proceso de licitación, el gobierno recibió veinte propuestas de seis empresas. El 24 de marzo de 1924, el contrato se adjudicó a Dorman Long & Co de Middlesbrough, Inglaterra, empresa conocida por ser la contratista del puente del Tyne  en Newcastle upon Tyne, un puente en arco similar al de Sídney presupuestado en 4,2 millones de libras australianas y que sería inaugurado en 1928. El diseño del arco era más económico que las propuestas alternativas en voladizo y que un puente colgante, y también disponía de una mayor rigidez estructural, lo que lo hacía más adecuado para las cargas pesadas esperadas (especialmente, las asociadas al paso de los trenes). En 1924, Kathleen Butler viajó a Londres para establecer la oficina de proyectos dentro de las de Dorman, Long & Co., "atendiendo a las cuestiones más difíciles y técnicas con respecto al contrato, y ocupándose de una gran cantidad de correspondencia".
En última instancia, Bradfield y su personal supervisarían el diseño del puente y el proceso de construcción tal como lo ejecutaría Dorman Long and Co, cuyo ingeniero consultor, Sir Ralph Freeman de la consultora Sir Douglas Fox and Partners, y su asociado Georges Imbault, llevaron a cabo el diseño detallado y el proceso de construcción del puente. Los arquitectos de los contratistas eran de la firma británica John Burnet & Partners de Glasgow, Escocia. Lawrence Ennis, de Dorman Long, desempeñó el cargo de director de construcción y supervisor principal de la obra durante toda la construcción, junto con Edward Judge, ingeniero técnico jefe de Dorman Long, quien intervino como ingeniero consultor y de diseño.
La construcción del puente coincidió con la ejecución de un sistema de ferrocarriles subterráneos bajo el distrito financiero de Sídney, conocido hoy como City Circle, y el puente se diseñó teniendo esto en mente. En consecuencia, se dispuso que el tablero pudiera alojar seis carriles para el tráfico rodado, flanqueados por dos vías de ferrocarril a cada lado y una acera peatonal. Ambos conjuntos de vías férreas estaban conectados a la estación subterránea de Wynyard, situada en el lado sur del puente (lado ciudad) mediante rampas y túneles simétricos. Las vías del ferrocarril del lado este estaban inicialmente destinadas a ser utilizadas por un enlace ferroviario planificado con destino a las playas del norte. Pero finalmente se usaron para permitir el paso de los tranvías desde la costa norte a una terminal dentro de la estación de Wynyard, y cuando se interrumpieron los servicios del tranvía en 1958, se convirtieron en carriles adicionales para el tráfico rodado. La autopista de Bradfield, que es la sección de la carretera principal del puente y sus accesos, recibe su nombre en honor a la contribución de Bradfield al puente.

### Construcción

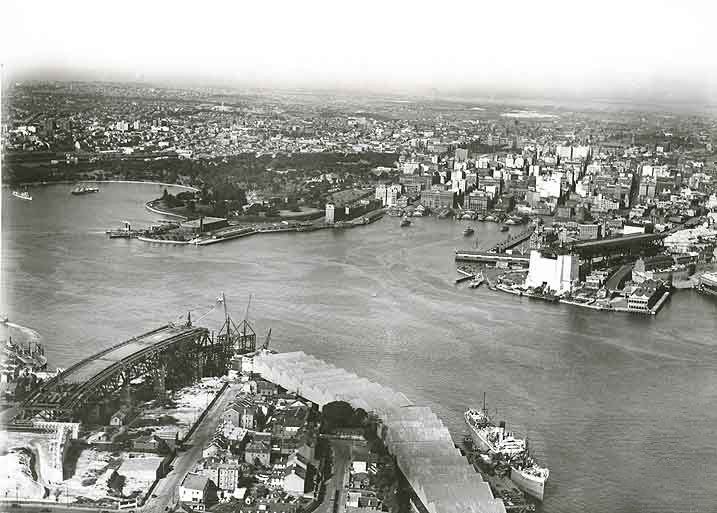
Puente de la bahía de Sídney en construcción

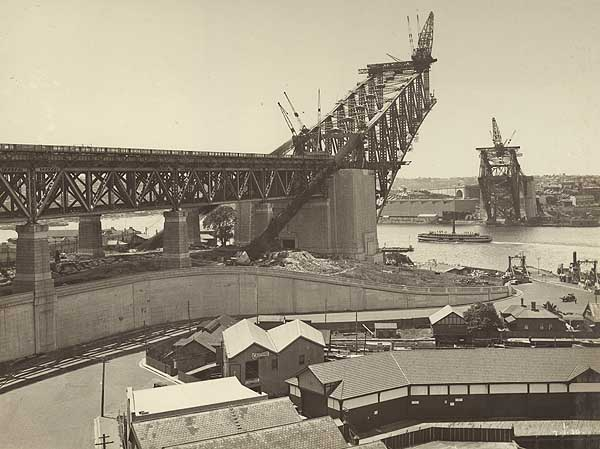
El arco en construcción

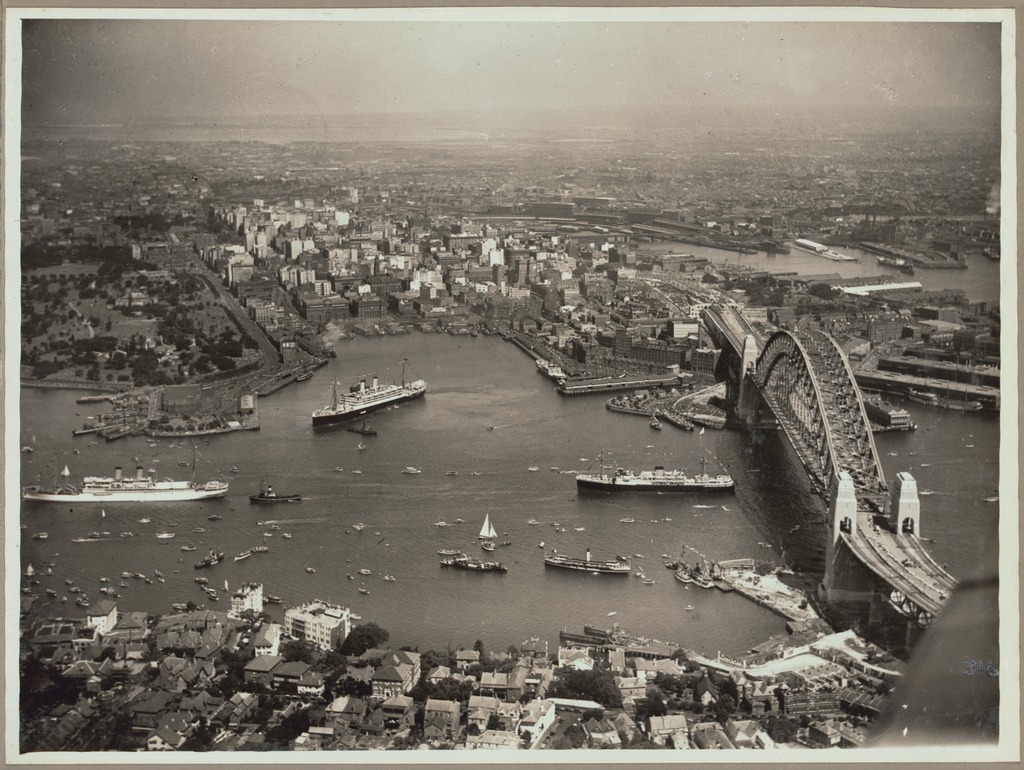
Vista hacia el sur el día de la inauguración oficial, el 19 de marzo de 1932

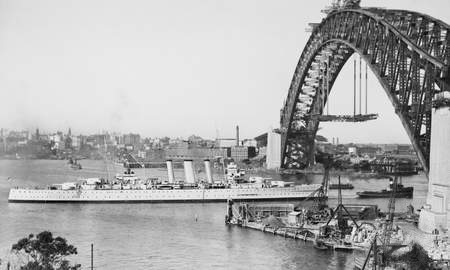
El buque de guerra HMAS Canberra navegando bajo el arco terminado, del que se suspendió el tablero en 1930

Bradfield visitó esporádicamente las obras durante los ocho años que necesitó Dorman Long para completar el puente. A pesar de haber defendido originalmente una construcción en voladizo y del hecho de que su propio diseño general en arco no se utilizó ni en el proceso de licitación ni como dato de partida para la especificación de diseño detallada (en cualquier caso, era una copia aproximada del puente de Hell Gate producida por el Departamento de Obras de Nueva Gales del Sur), posteriormente intentó reclamar el crédito personal por el diseño del puente, que en realidad había sido ideado por la firma Dorman Long. Esto llevó a una amarga discusión, en la que la empresa adjudicataria del proyecto sostuvo que ordenar a otras personas que produjeran una copia de un diseño existente en un documento que no se utilizó posteriormente para especificar la construcción final, no constituía una aportación de diseño personal por parte de Bradfield. Esta fricción finalmente llevó a que se atornillara muy firmemente una gran placa de bronce contemporánea al costado de una de las columnas de granito del puente para aclarar las cosas.
La ceremonia oficial para conmemorar la puesta de la primera piedra tuvo lugar el 28 de julio de 1923, en el lugar de Milsons Point donde se iban a levantar dos talleres necesarios para la construcción del puente.
Se estima que para construir los accesos al puente fue necesario demoler 469 edificios en la costa norte, tanto viviendas privadas como edificaciones comerciales, y se pagó poca o ninguna compensación. El trabajo en el puente comenzó con la construcción de los accesos y los vanos de acompañamiento, y en septiembre de 1926 se colocaron los pilares de hormigón necesarios para soportar los tramos de acceso a cada lado del puerto.
Mientras se construían los accesos, también se inició el trabajo de preparación de los cimientos previstos para soportar el enorme peso del arco y de las cargas que debería soportar el puente. Se construyeron las torres de los estribos con revestimiento de hormigón y granito, con los cimientos en ángulo dispuestos en sus lados.
Una vez que el trabajo en las estructuras de soporte hubo avanzado lo suficiente, se erigió una grúa trepadora gigante a cada lado de la bahía. Estas grúas estaban equipadas con una plataforma, y se usaban para izar hombres y materiales a su posición para permitir el montaje de la estructura de acero. Para estabilizar la obra mientras se construían los arranques del arco, se excavaron túneles en cada orilla con cables de acero dispuestos en su interior, que se iban fijando a las secciones superiores de cada medio arco en construcción, para evitar que colapsaran a medida que se extendían hacia la clave.
La construcción del arco comenzó el 26 de octubre de 1928. Se trabajó en el extremo sur del puente antes que en el extremo norte, para detectar posibles errores y facilitar así la correcta alineación de los dos semiarcos. Las grúas irían "trepando" sobre los arcos a medida que se construían, y finalmente se encontrarían en la clave del arco. En menos de dos años, el 19 de agosto de 1930, las dos mitades del arco se tocaron por primera vez. Los trabajadores remacharon las secciones superior e inferior del arco, de forma que se hizo autoportante, lo que permitió retirar los cables de soporte. El 20 de agosto de 1930 se celebró la unión de los arcos enarbolando las banderas de Australia y del Reino Unido en los brazos de las grúas trepadoras.

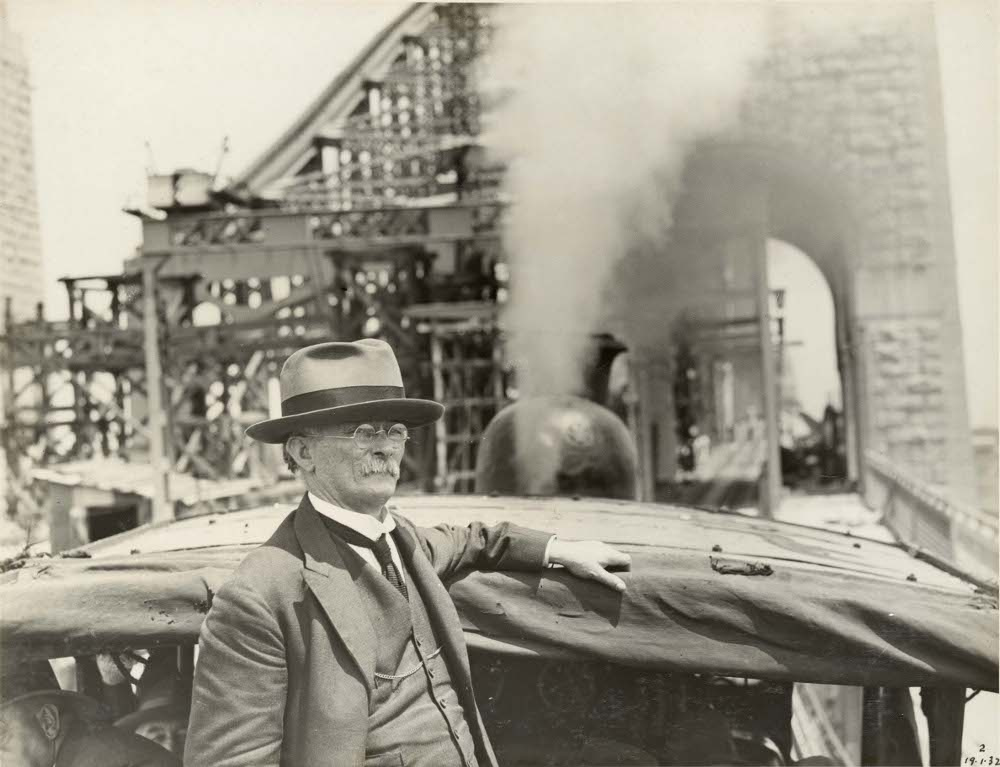
John Bradfield viajando en el primer tren de prueba que cruzó el puente el 19 de enero de 1932

Una vez que se completó el arco, las grúas trepadoras se usaron para construir la calzada y otras partes del puente desde el centro hacia afuera. Al arco se le unieron los montantes verticales, que luego se unieron con los travesaños horizontales. La plataforma para la carretera y el ferrocarril se construyó sobre las vigas transversales, y se completó en junio de 1931, tras lo que se desmantelaron las grúas trepadoras. Se colocaron raíles para trenes y tranvías y se pavimentó la carretera con hormigón rematado con asfalto. También se agregaron al puente en 1931 líneas eléctricas y telefónicas, tuberías de agua y gas, y el sistema de drenaje.
Los pilonos se construyeron sobre las torres de los estribos, y su construcción avanzó rápidamente a partir de julio de 1931. Los carpinteros construyeron andamios de madera para que los albañiles completaran los recintos de mampostería dispuestos para ser rellenados de hormigón. Mientras los capataces dirigían a los equipos dedicados a montar la estructura de acero de las torres, había cuadrillas de jornaleros que limpiaban manualmente el granito de revestimiento con cepillos de alambre. El 15 de enero de 1932 se colocó la última piedra del pilono noroeste y se retiraron las torres de madera que sostenían las grúas.
El 19 de enero de 1932, el primer tren de pruebas, una locomotora de vapor, cruzó el puente sin el menor indicio de problemas de seguridad. La prueba de carga del puente tuvo lugar en febrero de 1932, y las cuatro vías del tren se cargaron con hasta 96 locomotora de vapor de los Ferrocarriles Gubernamentales de Nueva Gales del Sur, colocadas de un extremo a otro. El puente fue sometido a pruebas durante tres semanas, después de las cuales fue declarado seguro y listo para ser abierto. Los talleres de construcción fueron demolidos después de que se completó el puente, y el terreno en el que se encontraban ahora está ocupado por el Luna Park.
Los estándares de seguridad durante la construcción del puente eran relativamente precarios si se comparan con los estándares más modernos. Dieciséis trabajadores murieron durante las obras, pero sorprendentemente, solo dos se cayeron del puente. Varios más resultaron heridos por prácticas laborales inseguras realizadas mientras calentaban e insertaban los remaches, y se atribuyó la sordera experimentada por muchos de los trabajadores en años posteriores al ruido que debieron soportar durante la ejecución de las obras. Henri Mallard entre 1930 y 1932 produjo cientos de fotografías y material cinematográfico que revelan de cerca la valentía de los trabajadores en las duras condiciones propias de la década de 1930 durante la Gran Depresión.
Se realizaron entrevistas entre 1982 y 1989 con diversos operarios que participaron en la construcción del puente. Entre los trabajadores entrevistados se encontraban perforadores, remachadores, encofradores, caldereros, aparejadores, herreros, yeseros, canteros, un fotógrafo oficial, alisadores, ingenieros y delineantes.
El costo financiero total del puente fue de 6,25 millones de libras australianas, que no se pagaron en su totalidad hasta 1988.

### Ceremonia oficial de inauguración
El puente se inauguró formalmente el sábado 19 de marzo de 1932. Entre los que asistieron y pronunciaron discursos se encontraban el gobernador de Nueva Gales del Sur, Sir Philip Game y el ministro de obras públicas, Lawrence Ennis. El primer ministro de Nueva Gales del Sur, Jack Lang, debía abrir el puente cortando una cinta en su extremo sur.

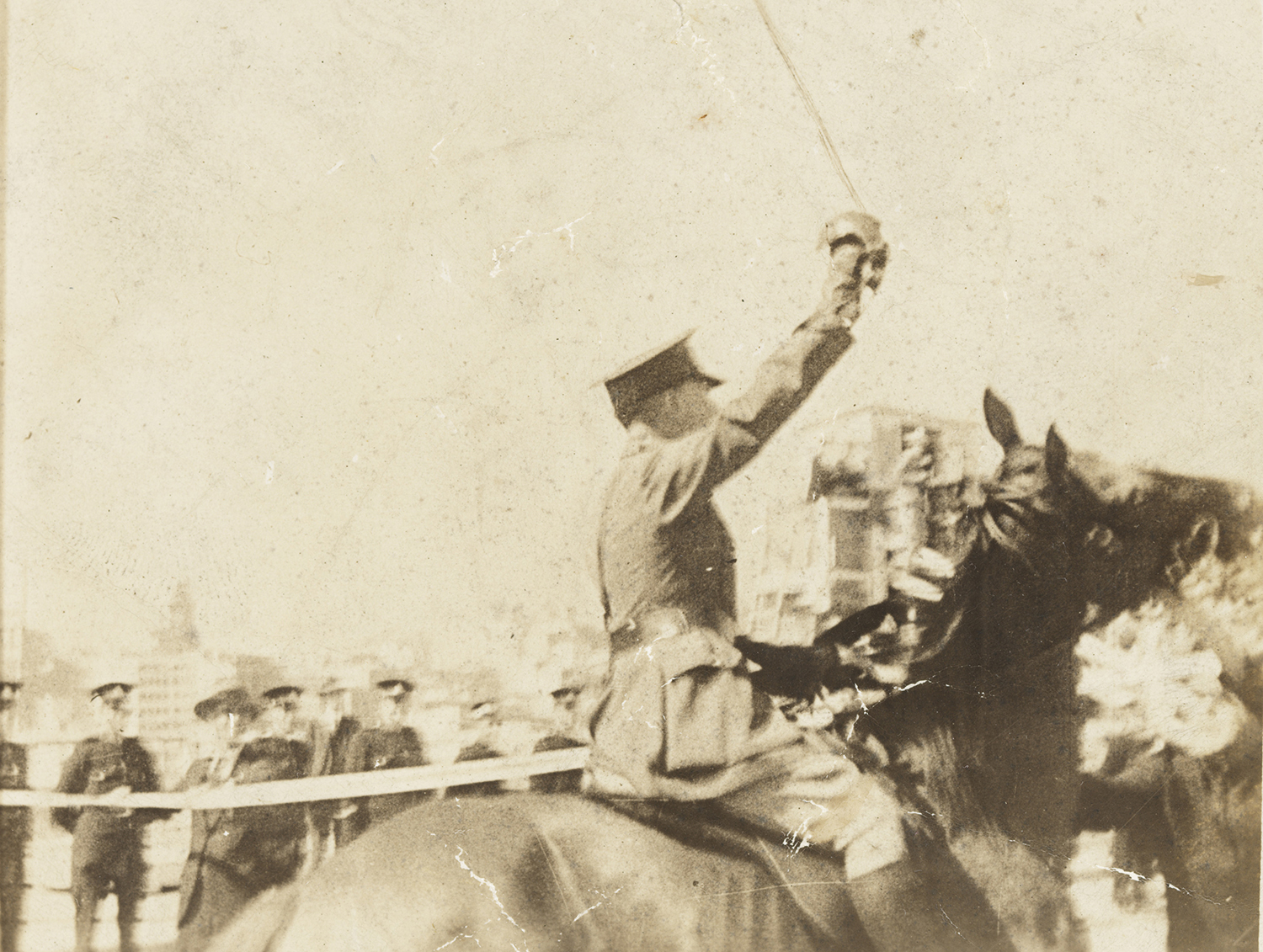
Francis de Groot, miembro del grupo paramilitar Nueva Guardia, cortando con una espada la cinta inaugural para boicotear la ceremonia de apertura oficial del puente (19 de marzo de 1932)

Sin embargo, justo cuando Lang estaba a punto de cortar la cinta, un hombre con uniforme militar se acercó a caballo, cortó la cinta con su espada y abrió el puente de la bahía de Sídney en nombre del pueblo de Nueva Gales del Sur, justo antes de que se fuera a hacer oficialmente. El jinete, de nombre Francis de Groot, fue arrestado de inmediato. La cinta se volvió a atar apresuradamente y Lang realizó la ceremonia de apertura oficial. Sir Philip Game inauguró el puente con el nombre de Sydney Harbour Bridge y la carretera asociada con la denominación de Bradfield Highway. Después de hacerlo, se produjo una salva de 21 cañonazos y una escuadrilla de aeroplanos de la Real Fuerza Aérea Australiana sobrevoló el puente. El intruso, identificado como Francis de Groot, fue declarado culpable de comportamiento ofensivo y multado con 5 libras, después de que una prueba psiquiátrica demostrara que estaba cuerdo, aunque este veredicto sería revocado en una apelación. Posteriormente, De Groot demandó con éxito al comisionado de policía por arresto injusto y obtuvo un acuerdo extrajudicial no revelado. De Groot era miembro de un grupo paramilitar de derechas llamado Nueva Guardia, opuesto a las políticas izquierdistas de Lang y resentido por el hecho de que no se le había pedido a ningún miembro de la familia real británica que inaugurase el puente. De Groot no era miembro del ejército regular, pero su uniforme le permitió mezclarse con la caballería real. Este incidente fue uno de varios que involucraron a Lang y a la Nueva Guardia durante aquel año.
Una ceremonia similar de inauguración en el lado norte del puente, a cargo del alcalde de Sídney del Norte, Alderman Primrose, se llevó a cabo sin incidentes. Posteriormente se descubrió que Primrose también era miembro de la Nueva Guardia, pero su papel y su conocimiento del incidente de Groot, si lo hubo, no están claros. El par de tijeras doradas utilizadas en las ceremonias de corte de cinta a ambos lados del puente también se habían usado el año anterior para cortar la cinta en la inauguración del puente Bayonne, que conectó Bayonne (Nueva Jersey) y Nueva York.
A pesar de la apertura del puente durante la Gran Depresión, las celebraciones de inauguración fueron promovidas por el Comité Organizador de Ciudadanos de Sídney, un cuerpo influyente de hombres y políticos prominentes que se formó en 1931 bajo la presidencia del alcalde de Sídney. Las celebraciones incluyeron una serie de carrozas decoradas, una parada de barcos de pasajeros navegando debajo del puente y un carnaval al estilo veneciano. Un mensaje de una escuela primaria de Tottenham, una localidad situada a unos 515 km (320 mi) de Sídney en la zona rural de Nueva Gales del Sur, llegó al puente ese día y se leyó en la ceremonia de apertura. Había sido transportado desde Tottenham hasta el puente por relevos de escolares, y el relevo final lo habían realizado dos estudiantes de las cercanas escuelas para niñas y niños de Fort Street. Tras los actos oficiales, se permitió al público cruzar el puente sobre la calzada, algo que no se repetiría hasta las celebraciones del 50 aniversario. Las estimaciones sugieren que entre 300.000 y un millón de personas participaron en las celebraciones de apertura, una cifra impresionante si se tiene en cuenta que la población total de Sídney en ese momento alcanzaba alrededor de 1.256.000 personas.
También se realizaron numerosos actos preparatorios. El 14 de marzo de 1932, se emitieron tres sellos postales para conmemorar la inminente apertura del puente, y se compusieron varias canciones para conmemorar la ocasión. En el año de la inauguración, se produjo un fuerte aumento en el número de bebés llamados Archie y Bridget en honor al puente. Uno de los tres micrófonos utilizados en la ceremonia de apertura fue firmado por 10 dignatarios locales que intervinieron en el evento: Philip Game, John Lang, MA Davidson, Samuel Walder, D Clyne, H Primrose, Ben Howe, John Bradfield, Lawrence Ennis y Roland Kitson. El micrófono pertenecía a la compañía Amalgamated Wireless Australasia (AWA), que se encargó de la retransmisión de la ceremonia, y fue Philip Geeves, el locutor de la AWA aquel día, quien se hizo cargo del micrófono firmado, que actualmente forma parte de la colección del Powerhouse Museum.
El puente en sí fue considerado como un triunfo sobre los tiempos de la Depresión, ganándose el apodo de "Iron Lung" (pulmón de acero), ya que mantuvo empleados a muchos trabajadores durante aquella dramática situación económica.

## Tráfico
En 2010, el tráfico medio diario incluía 204 trenes, 160.435 vehículos y 1.650 bicicletas.

### Carretera

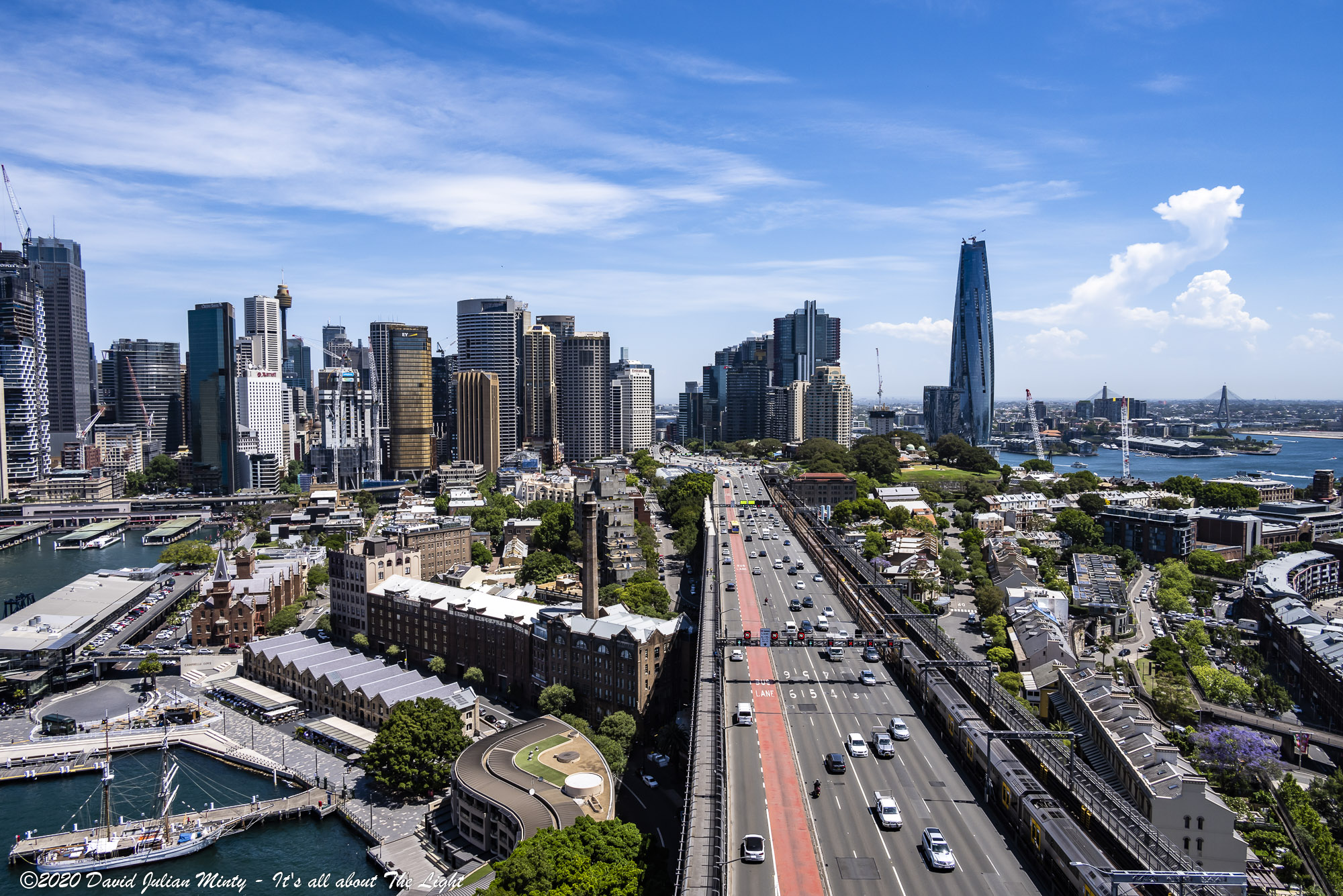
La calzada del puente, desde el pilono sur

Desde el lado del centro financiero de Sídney, el acceso de vehículos motorizados al puente se realiza a través de Grosvenor Street, Clarence Street, Kent Street, Cahill Expressway o el Distribuidor Oeste. Los conductores del lado norte confluyen en Warringah Freeway, aunque es fácil salir de la autopista para conducir hacia el oeste en dirección hacia North Sydney, o hacia el este hasta Neutral Bay y más allá al llegar al lado norte.
Originalmente, como muestran claramente las fotografías tomadas poco después de la inauguración, el puente solo tenía cuatro carriles de circulación más anchos, que ocupaban el espacio central, que ahora tiene seis. En 1958 se retiraron los servicios de tranvía que cruzaban el puente y las vías se reemplazaron por dos carriles adicionales que quedan en el lado izquierdo según se circula en sentido sur, y están separados de los otros seis carriles por una mediana. Los carriles 7 y 8 ahora conectan el puente con la autopista elevada Cahill Expressway, que dirige el tráfico al Distribuidor Este.
En 1988 se iniciaron las obras de construcción de un túnel para complementar al puente, dado que el puente ya no podía soportar el aumento del flujo de tráfico de la década de 1980. El túnel del Puerto de Sídney se completó en agosto de 1992 y transporta únicamente vehículos de motor.
La autopista Bradfield está designada como ruta para el ganado trashumante lo que significa que está permitido el paso de rebaños de ganado por su propio pie a través del puente, pero solo entre la medianoche y el amanecer, y después de notificar su intención de hacerlo. En la práctica, la última vez que el ganado cruzó el puente fue en 1999, con motivo del Congreso Ganadero de Gelbvieh.

### Carriles reversibles
El puente está equipado con carriles reversibles, lo que permite modificar la dirección del flujo del tráfico en el puente para adaptarse mejor a los patrones de tráfico de las horas punta de la mañana y de la tarde.
El puente tiene ocho carriles, numerados del uno al ocho de oeste a este. Los carriles tres, cuatro y cinco son reversibles. El uno y el dos siempre se dirigen hacia el norte. El seis, el siete y el ocho siempre fluyen hacia el sur. El valor predeterminado es de cuatro carriles en cada sentido. Para la hora punta de la mañana, los cambios de carril en el puente también requieren cambios en la Warringah Freeway, con su calzada reversible interior occidental que dirige el tráfico hacia los carriles número tres y cuatro del puente en dirección sur. Hasta septiembre de 1982, durante la hora punta de la tarde, el flujo se establecía en seis carriles en dirección norte y dos en dirección sur.
El puente tiene una serie de pórticos elevados que indican la dirección del flujo de cada carril de tráfico. Una flecha verde que apunta hacia un carril de tránsito significa que el carril está abierto. Una "X" roja intermitente indica que el carril se está cerrando, pero aún no está en uso para el tráfico que viaja en la otra dirección. Una "X" roja estática significa que el carril está en uso para el tráfico que viene en sentido contrario. Esta disposición se introdujo en enero de 1986, reemplazando una operación lenta en la que los marcadores de carril se movían manualmente para marcar la mediana central.
Es posible ver configuraciones excepcionales del sentido de circulación de los carriles durante los períodos nocturnos, cuando se realizan tareas de mantenimiento, lo que puede implicar el cierre completo de algunos carriles. Normalmente esto se hace entre la medianoche y el amanecer, debido al enorme nivel de tráfico que soporta el puente fuera de este horario.
Cuando se inauguró el túnel del puerto de Sídney en agosto de 1992, el carril 7 se convirtió en carril bus.

### Peajes

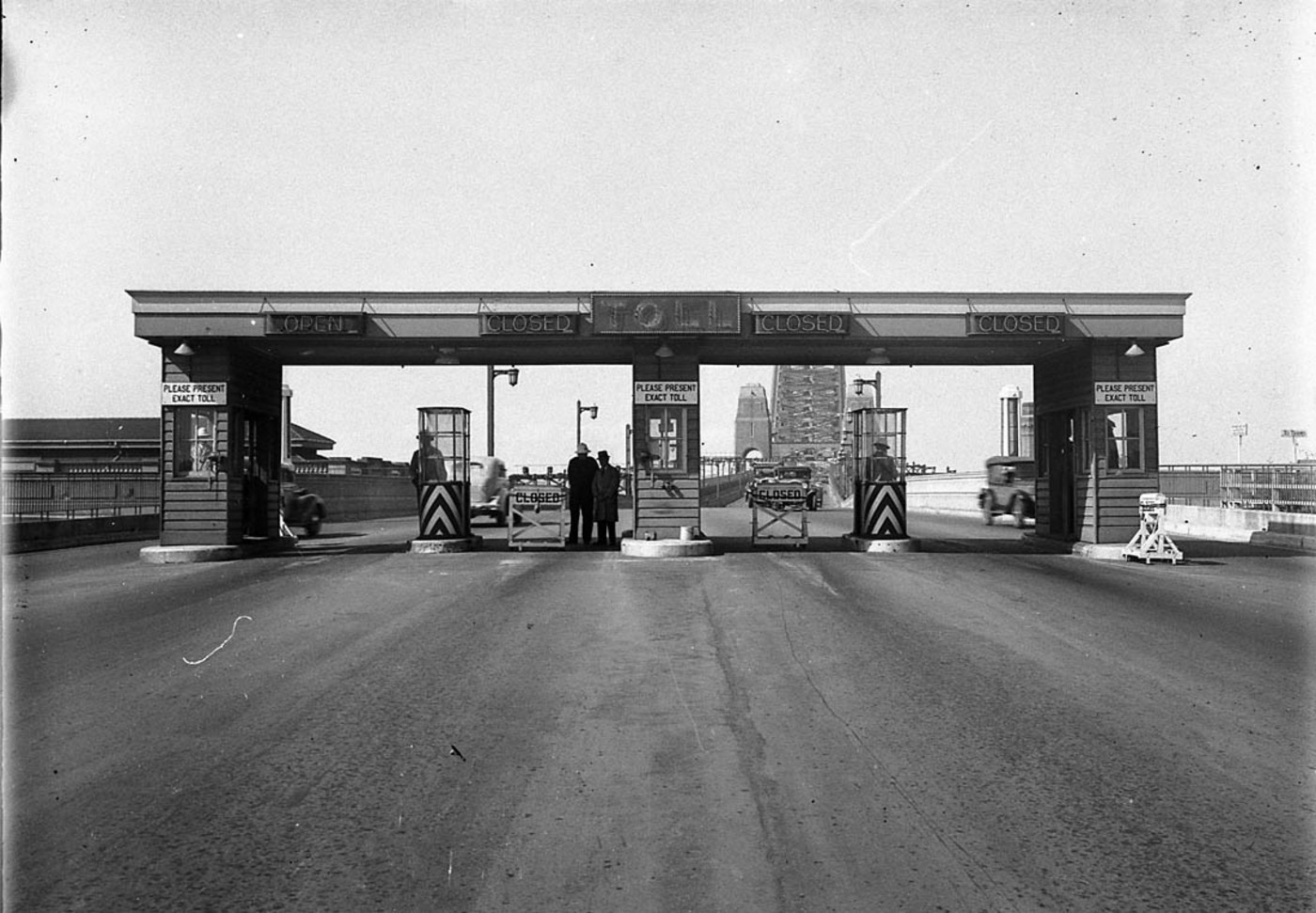
Vista de las puertas de peaje en dirección norte, 1933

Los carriles de circulación de vehículos en el puente están regulados mediante un sistema de peaje. Desde enero de 2009, existe un sistema de peaje variable para todos los vehículos que se dirigen al centro financiero de Sídney (en dirección sur). El peaje pagado depende de la hora del día en que el vehículo pasa por el puesto de peaje, que en 2022 variaba desde un valor mínimo de 2,50 dólares australianos hasta un valor máximo de 4. No hay peaje para el tráfico en dirección norte (aunque los taxis que viajan hacia el norte pueden cobrar a los pasajeros el peaje correspondiente al viaje de retorno). En 2017, la infraestructura del puesto de peaje norte de Bradfield Highway fue eliminada y reemplazada por nuevos pórticos elevados para dar servicio a todo el tráfico en dirección sur. A raíz de esta mejora, en 2018 también se eliminó toda la infraestructura del puesto de peaje del lado sur. Solo queda la infraestructura del puesto de peaje de Cahill Expressway. Originalmente se dispuso el peaje en ambos sentidos de circulación para recuperar el coste de la construcción del puente (lo que se logró en 1988), pero el peaje se mantuvo (de hecho se incrementó) para recuperar el coste de la construcción del túnel del Puerto de Sídney.
Originalmente, el cruce costaba seis peniques para un coche o una motocicleta, y tres peniques para un caballo y un jinete. El uso del puente por parte de ciclistas (siempre que utilicen el carril bici) y de peatones es gratuito. Los gobiernos posteriores limitaron la tarifa de las motocicletas a una cuarta parte del pago correspondiente a un vehículo de pasajeros, pero ahora vuelve a ser el mismo que el costo de un vehículo de pasajeros, aunque hay pases trimestrales de tarifa fija que son mucho más baratos para los usuarios frecuentes. Originalmente había seis cabinas de peaje en el extremo sur del puente, que fueron reemplazadas por 16 cabinas en 1950. El peaje se cobró en ambos sentidos hasta el 4 de julio de 1970, cuando se modificó para aplicarse únicamente al tráfico en dirección sur.
Después de que se tomó la decisión de construir el túnel del puerto de Sídney a principios de la década de 1980, el peaje se incrementó (de 20 centavos a 1 dólar, luego a 1,50 dólares en marzo de 1989 y finalmente a 2 dólares cuando se abrió el túnel) para pagar su construcción. El túnel también tenía un peaje inicial de 2 dólares en dirección sur. Después del aumento a 1 dólar, se aumentó la altura de la barrera de hormigón situada en el puente para separar la autopista Bradfield de la autopista Cahill, debido al gran número de conductores que cruzaban indebidamente del carril 6 al 7, para evitar el peaje.
El peaje en dirección sur se incrementó a 2,20 dólares en julio de 2000 para tener en cuenta ta tasa de bienes y servicios (GST) recientemente impuesta. La tarifa del peaje volvió a aumentar en enero de 2002, alcanzando los 3 dólares.
En julio de 2008 se introdujo un nuevo sistema de peaje electrónico denominado e-TAG. El túnel del puerto de Sídney se adaptó a este nuevo sistema de peaje, mientras que el puente todavía tenía varios carriles para efectuar el pago en efectivo. El sistema electrónico a partir del 12 de enero de 2009 ha reemplazado todas las cabinas con carriles E-tag. En enero de 2017 se iniciaron las obras de retirada de las casetas de peaje del lado sur. En agosto de 2020, se eliminaron las cabinas de peaje restantes en Milsons Point. Los peajes aumentaron en octubre de 2023 por primera vez en 14 años.

### Peatones
La acera exclusiva para peatones está ubicada en el lado este del puente. El acceso desde el lado norte implica subir un tramo de escaleras fácilmente visible, ubicado en el lado este del puente en Broughton Street (Kirribilli). El acceso peatonal en el lado sur es más complicado, pero las señales en el área de The Rocks ahora dirigen a los peatones al largo y protegido tramo de escaleras que conduce al extremo sur del puente. Estas escaleras están ubicadas cerca de Gloucester Street y de Cumberland Street.
También se puede llegar a pie al puente desde el sur accediendo al Cahill Walk, que forma parte de la Cahill Expressway. Los peatones pueden acceder a esta pasarela desde el extremo este de Circular Quay mediante un tramo de escaleras o un ascensor. Alternativamente, se puede acceder desde el Real Jardín Botánico.

### Ciclistas

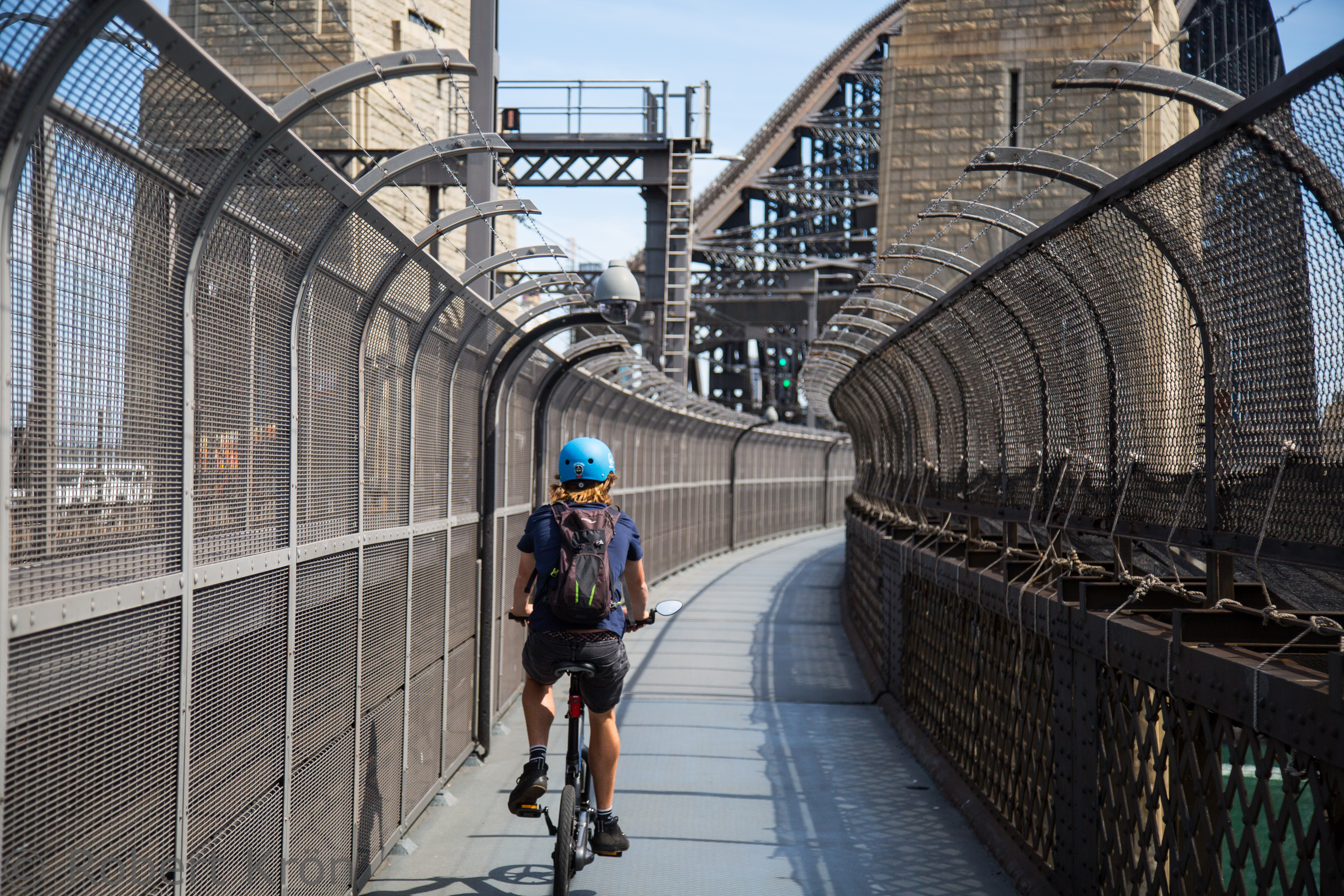
Un ciclista utilizando el carril bici. Se agregaron vallas laterales de acero soldado para evitar suicidios saltando desde el puente

La ciclovía exclusiva para bicicletas está ubicada en el lado occidental del puente. El acceso desde el lado norte implica cargar o empujar la bicicleta por una escalera, que consta de 55 escalones, ubicada en el lado occidental del puente en Burton Street, Milsons Point. Una amplia franja de hormigón liso en el centro de las escaleras permite subir y bajar las bicicletas desde la plataforma del puente mientras el ciclista va caminando. Desde al menos 2008 se lleva a cabo una campaña para eliminar los escalones en esta popular ruta ciclista hacia el centro financiero de Sídney. El 7 de diciembre de 2016, el ministro de carreteras de Nueva Gales del Sur, Duncan Gay, confirmó que la escalera norte sería reemplazada por una rampa que evitaría a los ciclistas tener que circular por las escaleras a pie. Al mismo tiempo, el gobierno de Nueva Gales del Sur anunció planes para mejorar la rampa sur. Se esperaba que ambos proyectos estuvieran terminados a finales de 2020. El acceso a la ciclovía en el lado sur es a través del extremo norte de la ciclovía de Kent Street y/o Upper Fort St., que se inicia en The Rocks.

### Ferrocarril
El puente se encuentra entre las estaciones de Milsons Point y de Wynyard, ubicadas en las costas norte y sur respectivamente, con dos vías que recorren el lado occidental del puente. Estas vías son parte de la Línea de la Costa Norte.
En 1958 se cancelaron los servicios de tranvía que cruzaban el puente, y las vías que habían utilizado fueron eliminadas con el fin de disponer dos carriles adicionales para el tráfico rodado, que ahora son los carriles situados más a la izquierda cuando se recorre el puente en sentido sur y todavía se distinguen claramente de los otros seis carriles. La rampa original que llevaba los tranvías a la terminal del metro en la Estación de Wynyard todavía es visible en el extremo sur de la pasarela principal bajo los carriles 7 y 8, aunque alrededor de 1964, los antiguos túneles y la estación del tranvía se convirtieron para su uso como aparcamiento tanto del Hotel Menzies como del público en general. Uno de los túneles se convirtió para su uso como instalación de almacenamiento después de que, según informes, la policía de Nueva Gales del Sur lo utilizara como campo de tiro con pistola.

### Mantenimiento

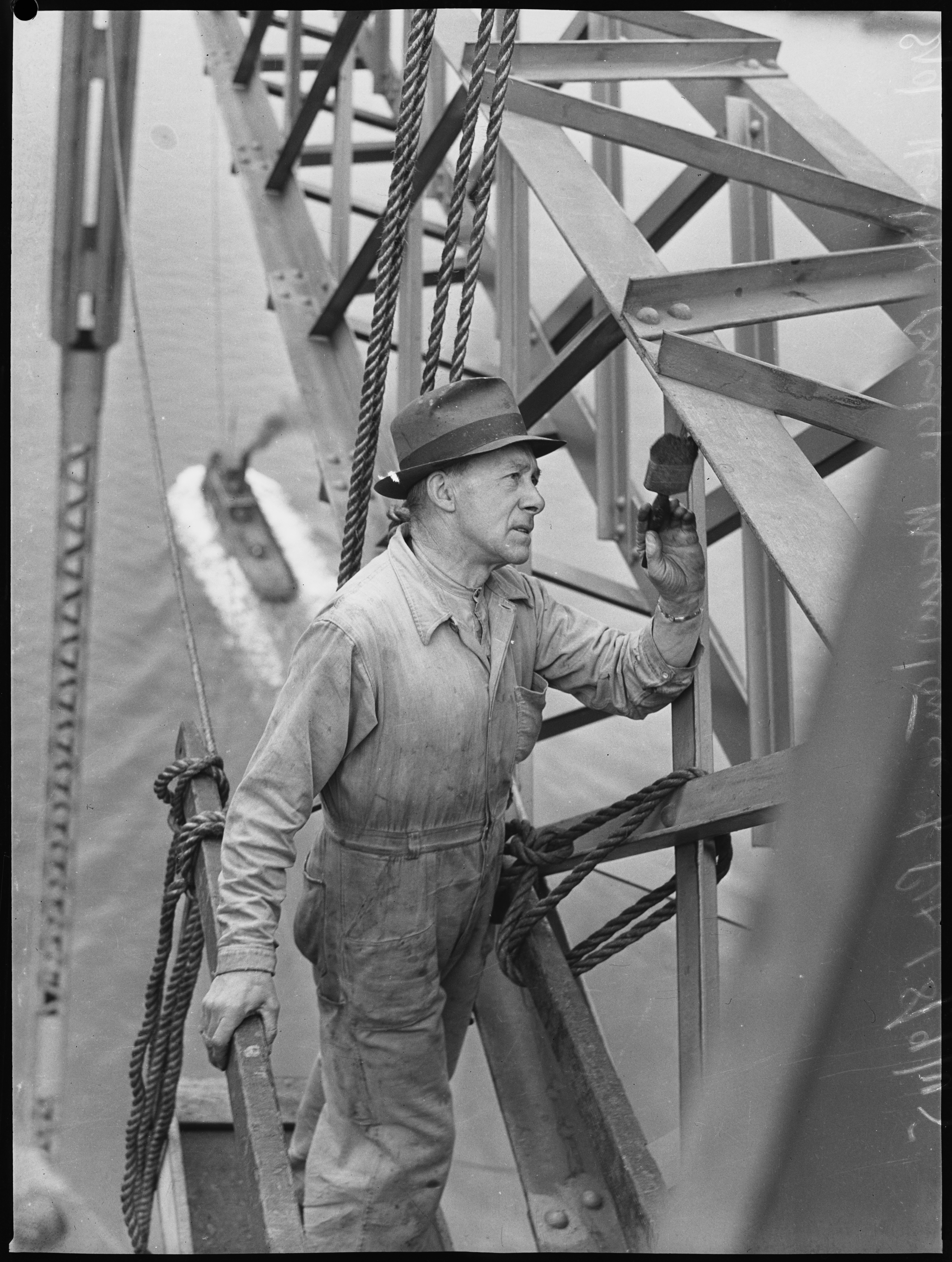
Un trabajador de mantenimiento pintando el puente en 1945

El puente de la bahía de Sídney requiere inspecciones constantes y otros trabajos de mantenimiento con el fin de mantenerlo seguro para el público que lo utiliza y protegerlo de la corrosión. Entre los oficios requeridos en las tareas de mantenimiento del puente se encuentran pintores, forjadores, caldereros, ajustadores, electricistas, estuquistas, carpinteros, fontaneros y aparejadores.
El trabajo de mantenimiento más notable del puente consiste en la pintura. La estructura de acero del puente que hay que pintar totaliza una superficie de 485 000 m² (119,8 acre), el equivalente a sesenta campos de fútbol. Cada capa del puente requiere emplear 30 000 L (6599,1 impgal) de pintura. Se utiliza una pintura especial de secado rápido, de modo que las gotas de pintura se sequen antes de llegar a los vehículos o a la superficie del puente. El comediante y actor australiano Paul Hogan trabajó como aparejador de puentes antes de saltar a la fama mediática en la década de 1970.
En 2003, la Autoridad de Carreteras y Tráfico comenzó a repintar completamente los tramos del acceso sur del puente. Esto implicó quitar la antigua capa de pintura a base de plomo y volver a pintar los 90 000 m² (22,2 acre) de acero situados bajo el tablero. Los trabajadores operaban desde plataformas autónomas colocadas por debajo del tablero, y cada plataforma tenía un sistema de extracción de aire equipado con filtrado de partículas en suspensión. Se utilizó un sistema de arenado, que permitió recoger los desechos que contenían plomo para ser retirados de forma segura y proceder a su eliminación.
Entre diciembre de 2006 y marzo de 2010, el puente fue objeto de obras diseñadas para garantizar su longevidad. El trabajo incluyó labores de refuerzo estructural.
Desde 2013, se han empleado dos robots granalladores especialmente desarrollados con la Universidad Tecnológica de Sídney para ayudar en la operación de decapado de pintura en el puente. Los robots, apodados Rosie y Sandy, están destinados a reducir la exposición potencial de los trabajadores a la peligrosa pintura con plomo y a los restos de asbesto, así como reducir los riesgos asociados al equipo de proyección de material abrasivo utilizado para retirar la pintura antigua, que tiene fuerza suficiente como para cortar la ropa y la piel.

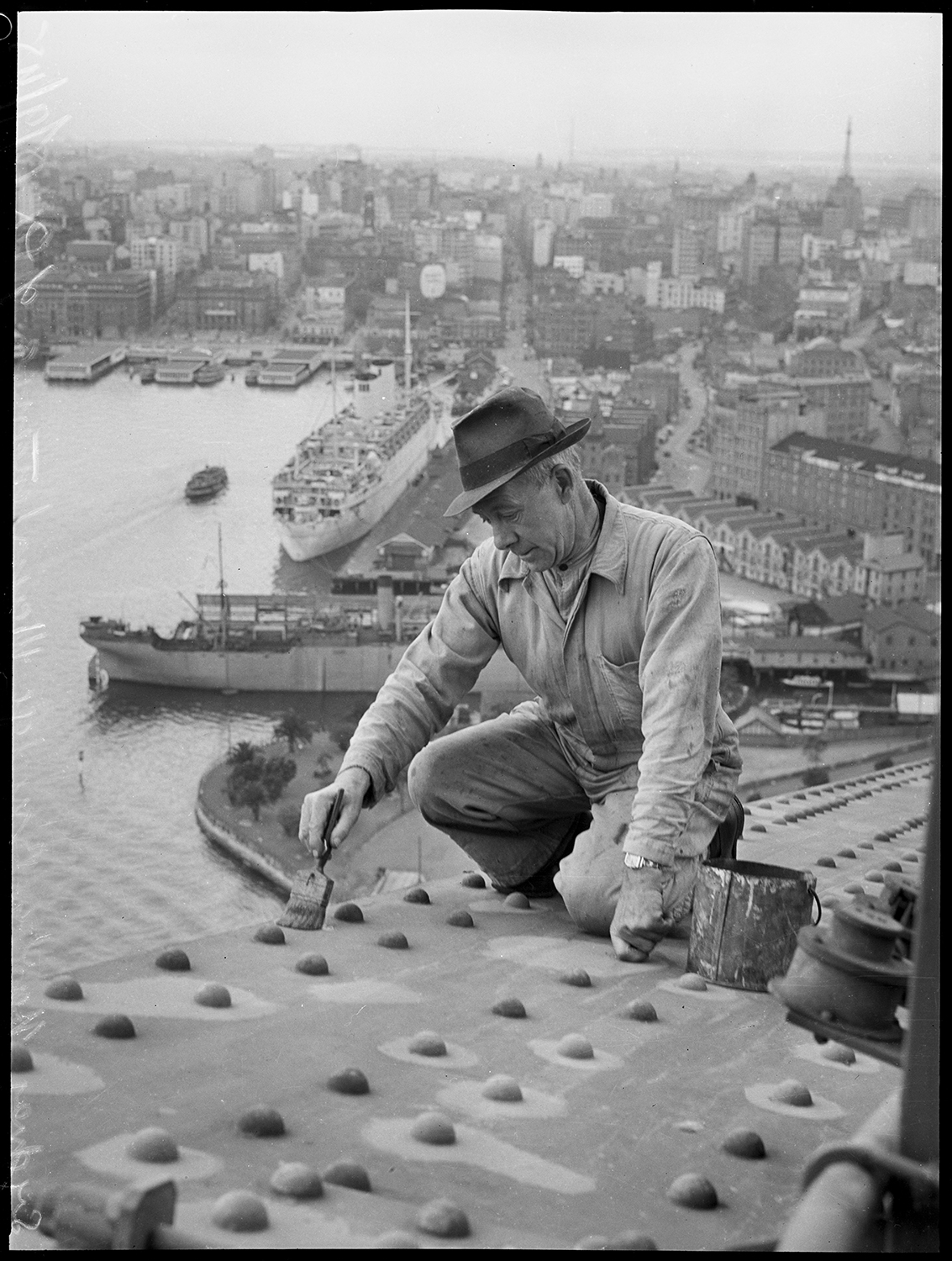
Stan Giddings, trabajador de mantenimiento pintando el puente de la bahía de Sídney, 1945, por Alec Iverson
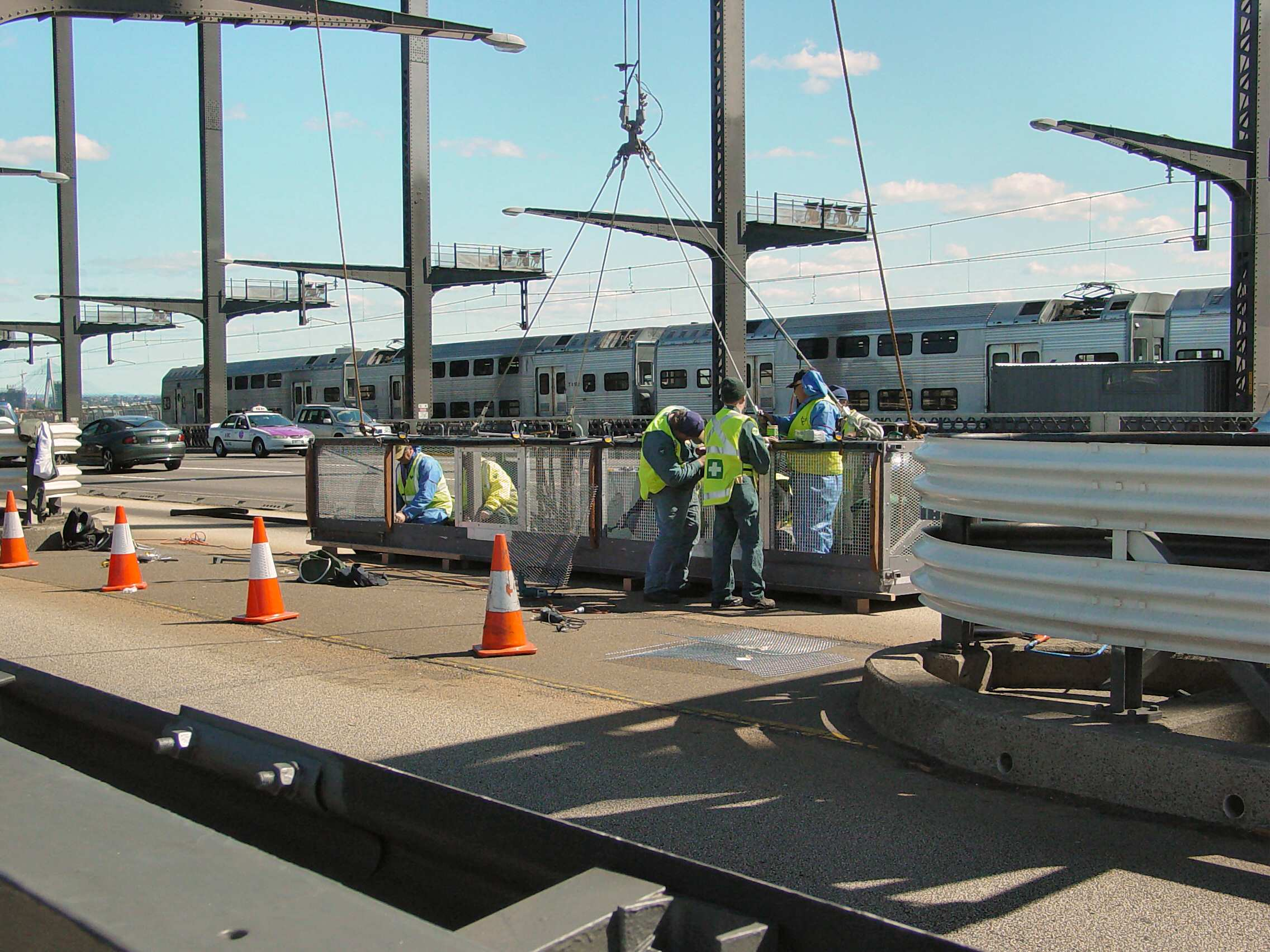
Equipo de mantenimiento pintando el puente
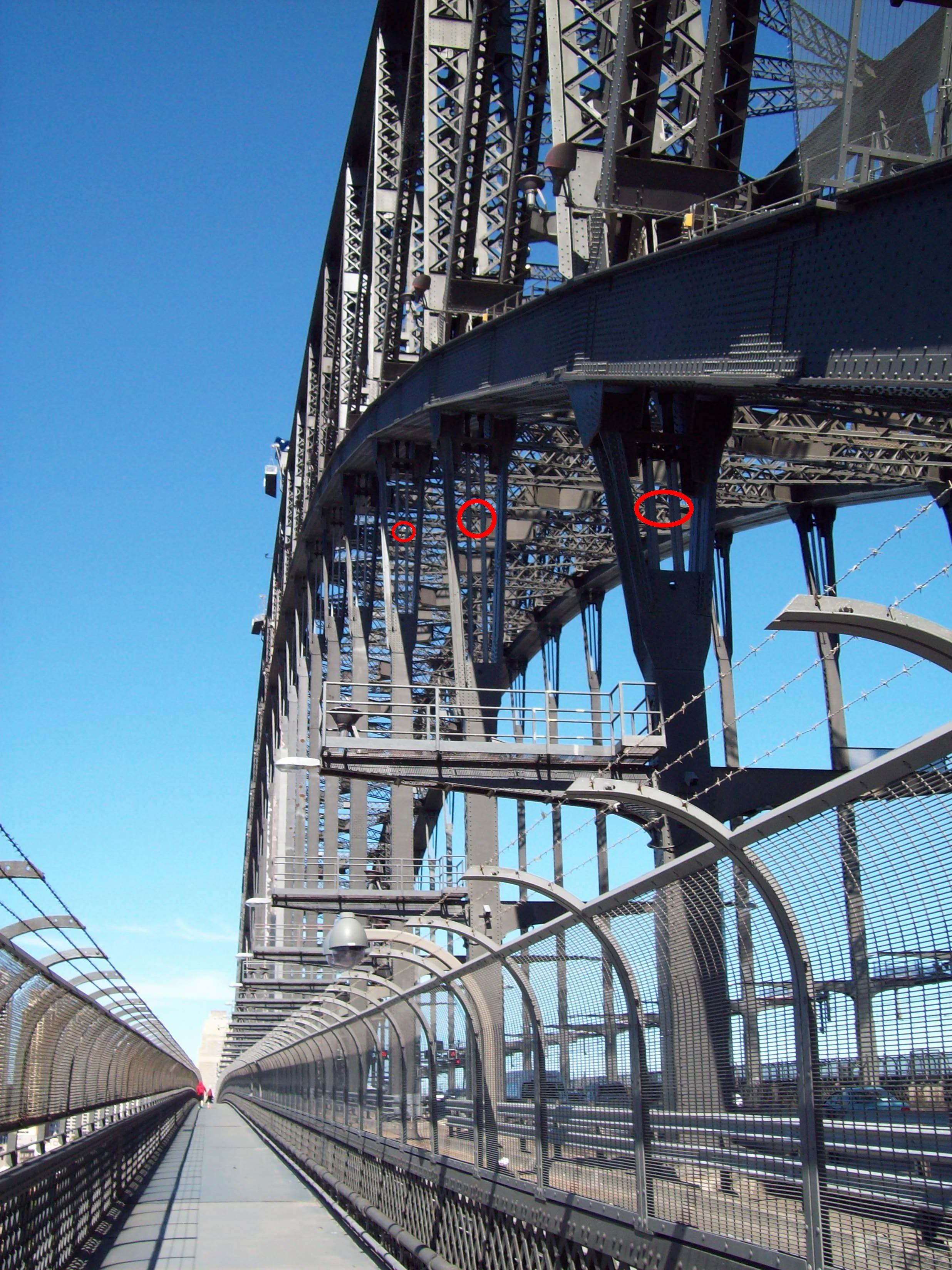
Arco del puente después del refuerzo, con algunas piezas de acero nuevas indicadas con círculos de color rojo

## Turismo

### Pilono sureste

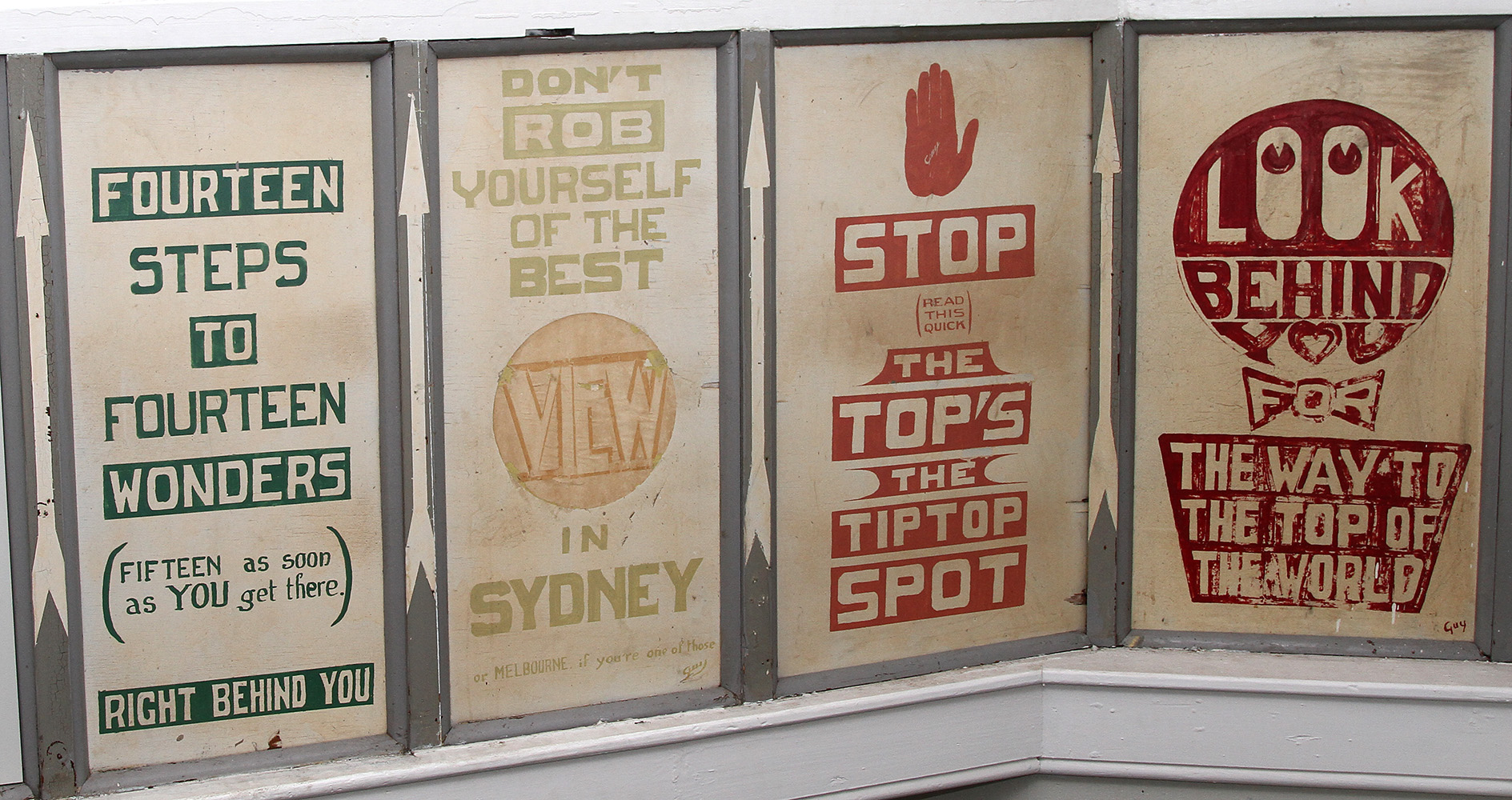
Antiguas señales para los turistas en el mirador del pilono, de la 'Exposición australiana' de Rentoul, 1948-1971

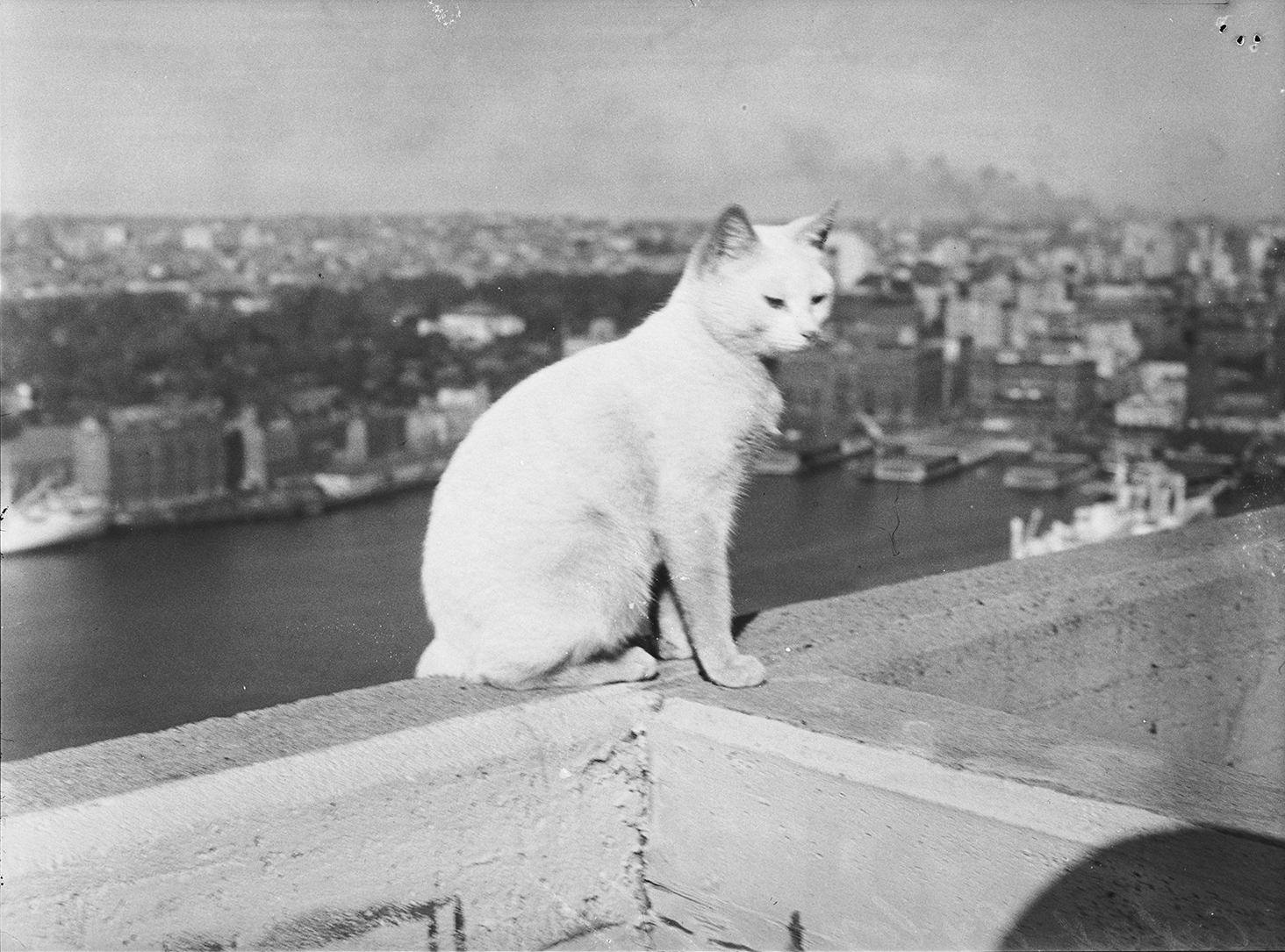
Gato blanco en el pilono sureste, puente de la bahía de Sídney, en junio de 1951

El puente era una característica tan destacada de Sídney, que suscitó el interés de los turistas incluso durante su construcción. Uno de los puntos más atractivos del puente para los visitantes es el mirador del pilono sureste, al que se accede a través de la acera peatonal que recorre el puente, y tras subir unos 200 escalones.
Poco después de la apertura del puente, a partir de 1934, Archer Whitford tuvo la idea de convertir este pilono en un destino turístico. Instaló una serie de atracciones, incluida una cafetería, una cámara oscura, un museo sobre la cultura aborigen, un "Rincón de la Madre" donde los visitantes podían escribir cartas y un "pasómetro". La atracción principal era el mirador, donde "encantadores asistentes" ayudaban a los visitantes a utilizar el telescopio disponible, y el revestimiento de cobre (todavía presente) colocado sobre el granito. Marcas en las barandillas permitían identificar los suburbios y los puntos de referencia de Sídney.
El estallido de la Segunda Guerra Mundial en 1939 provocó el cese de las actividades turísticas en el puente, cuando los militares se hicieron cargo de los cuatro pilonos y los modificaron para incluir pretiles de protección y una serie de cañones antiaéreos.
En 1948, Yvonne Rentoul inauguró la "Exposición All Australian" en el pilono, que incluía dioramas y mostraba las perspectivas australianas sobre temas como la agricultura, el deporte, el transporte, la minería y las fuerzas armadas. Se instaló una mesa de orientación en el mirador, junto con una guía de pared y unos prismáticos. El encargado tenía varios gatos blancos en una azotea, que también servían como atracción, y había una tienda de recuerdos y una oficina postal. El contrato de arrendamiento de Rentoul expiró en 1971 y el pilono y su mirador permanecieron cerrados al público durante más de una década.
En 1982 se reabrió el pilono, con una nueva exposición que celebraba el 50 aniversario del puente. En 1987 se inauguró una "Exposición del Bicentenario" para conmemorar en 1988 el bicentenario del asentamiento europeo en Australia.
El pilono estuvo cerrado de abril a noviembre de 2000 para que la Autoridad de Carreteras y Tráfico y los organizadores del BridgeClimb crearan una nueva exposición llamada "Proud Arch" (orgullo del arco). La exposición se centró en Bradfield e incluyó un radiogoniómetro de vidrio en el nivel de observación y varios elementos patrimoniales importantes.
Volvió a cerrarse durante cuatro semanas en 2003 para la instalación de una exposición denominada "Obras peligrosas", destacando las precarias condiciones que experimentaron los trabajadores de la construcción original en el puente, y la colocación de dos vitrales en memoria de los trabajadores.

### Subida por el arco del puente

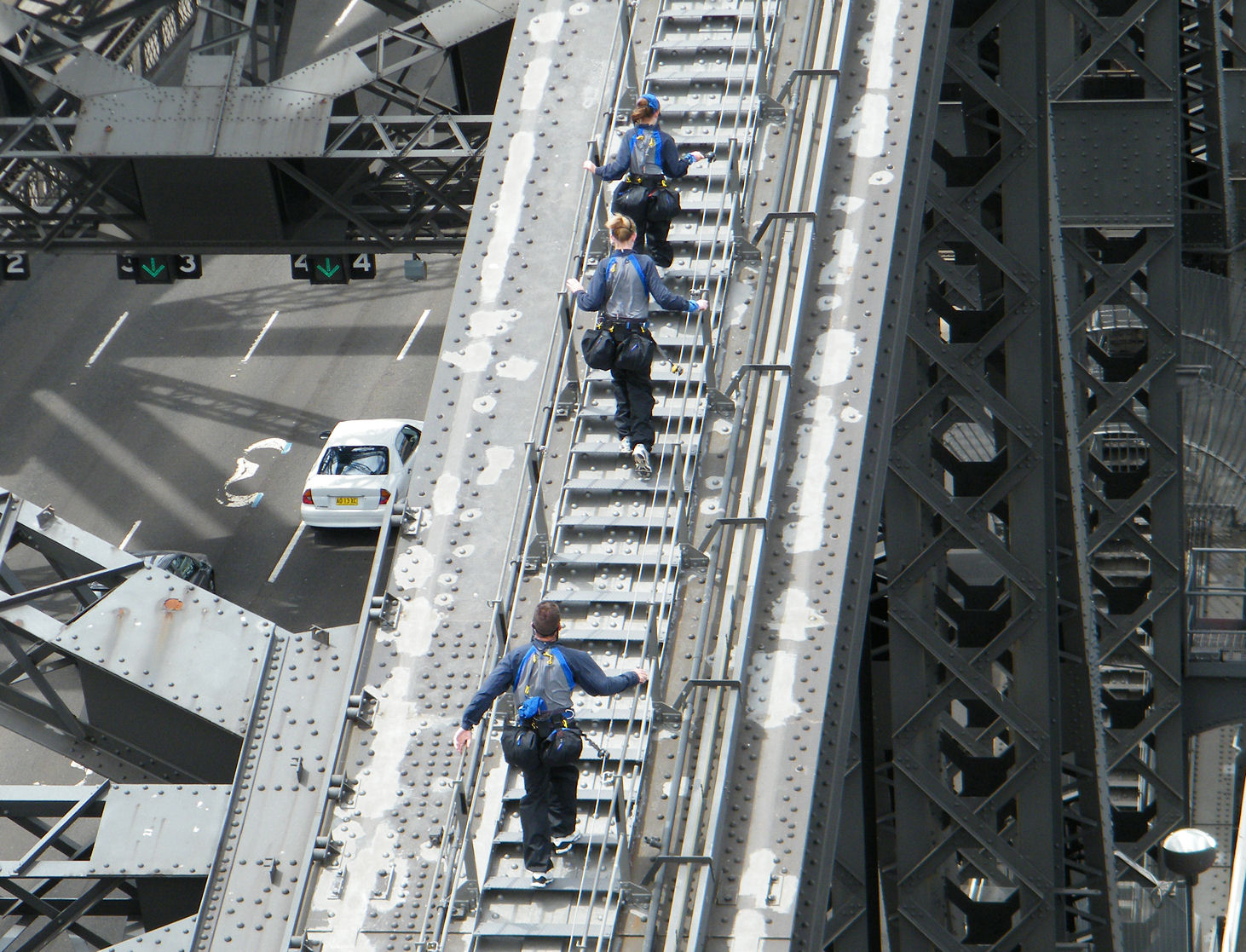
Participantes en la subida del arco del puente (BridgeClimb), vistiendo los monos especiales obligatorios

En las décadas de 1950 y 1960 aparecieron ocasionalmente noticias en los periódicos sobre escaladores que habían atravesado ilegalmente el arco del puente durante la noche. En 1973, Philippe Petit cruzó entre los dos pilonos del extremo sur del puente por un cable tendido entre ellos. Desde 1998, el BridgeClimb ha hecho posible que los turistas puedan ascender legalmente por la mitad sur del puente. Los recorridos se realizan durante todo el día, desde el amanecer hasta la noche, y solo se cancelan en caso de tormentas eléctricas o vientos fuertes.
Los grupos de escaladores reciben ropa protectora adecuada a las condiciones climáticas predominantes y se les imparte una sesión informativa de orientación antes de escalar. Durante la subida, los asistentes están asegurados al puente mediante un cable salvavidas de alambre. El recorrido comienza en el lado este del puente y asciende hasta la clave del arco. En la cima, el grupo cruza hacia el lado occidental del arco para iniciar el descenso en sentido contrario. Cada ascenso dura tres horas y media, incluidos los preparativos.
En diciembre de 2006, la organización BridgeClimb lanzó una alternativa a escalar el arco del puente por su parte superior. El Discovery Climb permite a los escaladores recorrer el cordón inferior del arco del puente y ver su estructura interna. Desde el vértice del cordón inferior, los escaladores suben por una escalera hasta una plataforma situada en la cima.

## Celebraciones y protestas
Desde su apertura, el puente ha sido el punto focal de los numerosos turistas que visitan Sídney, de muestras de orgullo nacional e incluso de masivas protestas.

### Celebraciones del 50º aniversario
En 1982 se celebró el 50 aniversario de la inauguración del puente. Por primera vez desde su apertura en 1932, estuvo cerrado a la mayoría de los vehículos, con excepción de los vehículos antiguos, y a los peatones se les permitió el acceso total durante el día. A las celebraciones asistió Edward Judge, quien representó a a la empresa británica que diseñó y construyó el puente, Dorman Long.

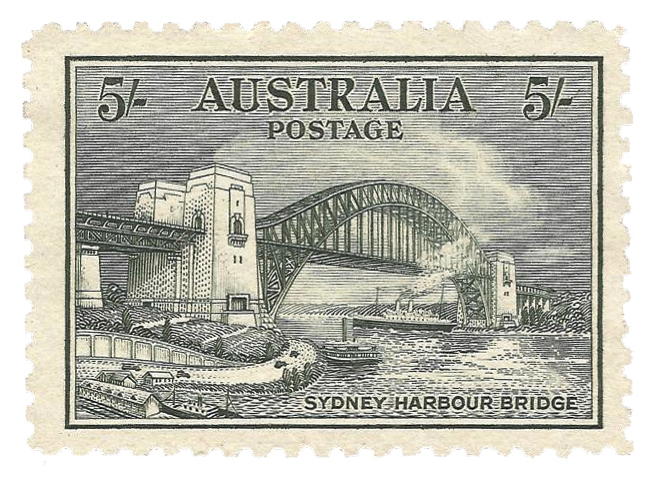
Sello australiano de 1932

### Celebraciones del Día del Bicentenario de Australia
El Bicentenario de Australia se celebró el 26 de enero de 1988, y atrajo a grandes multitudes a las cercanías del puente, mientras muchos curiosos acudían en masa a las playas para presenciar desde allí los acontecimientos. Lo más destacado fue el mayor desfile de barcos de vela jamás celebrado en Sídney, con buques aparejados con velas cuadradas de todo el mundo, rodeados por cientos de embarcaciones más pequeñas, pasando majestuosamente bajo el Puente de la bahía de Sídney. Las festividades del día culminaron con un espectáculo de fuegos artificiales, en el que el puente fue el punto focal del final, con fuegos artificiales saliendo del arco y la calzada. Este espectáculo se convertiría en el patrón de los fuegos artificiales posteriores.

### Nochevieja en Sídney
El puente de la bahía ha sido una parte integral de las celebraciones de Nochevieja en Sídney y, por lo general, se utiliza de manera espectacular durante las exhibiciones de fuegos artificiales a las 9 p. m. y medianoche. En los últimos tiempos, el puente ha incluido una exhibición de luces dispuestas en un bastidor suspendido en el centro del arco oriental, que se utiliza para complementar los fuegos artificiales. El andamio y la estructura eran claramente visibles algunas semanas antes del evento, revelando el contorno del diseño.
Durante las celebraciones del milenio en 2000, el puente de la bahía de Sídney se iluminó con la palabra "Eternidad", como tributo al legado de Arthur Stace, un artista de Sídney que durante muchos años grabó dicha palabra en las aceras con tiza y una esmerada caligrafía llena de lazos, a pesar de que era analfabeto.
Los motivos montados desde el puente han sido los siguientes:
- Año Nuevo de 1997: un Smiley

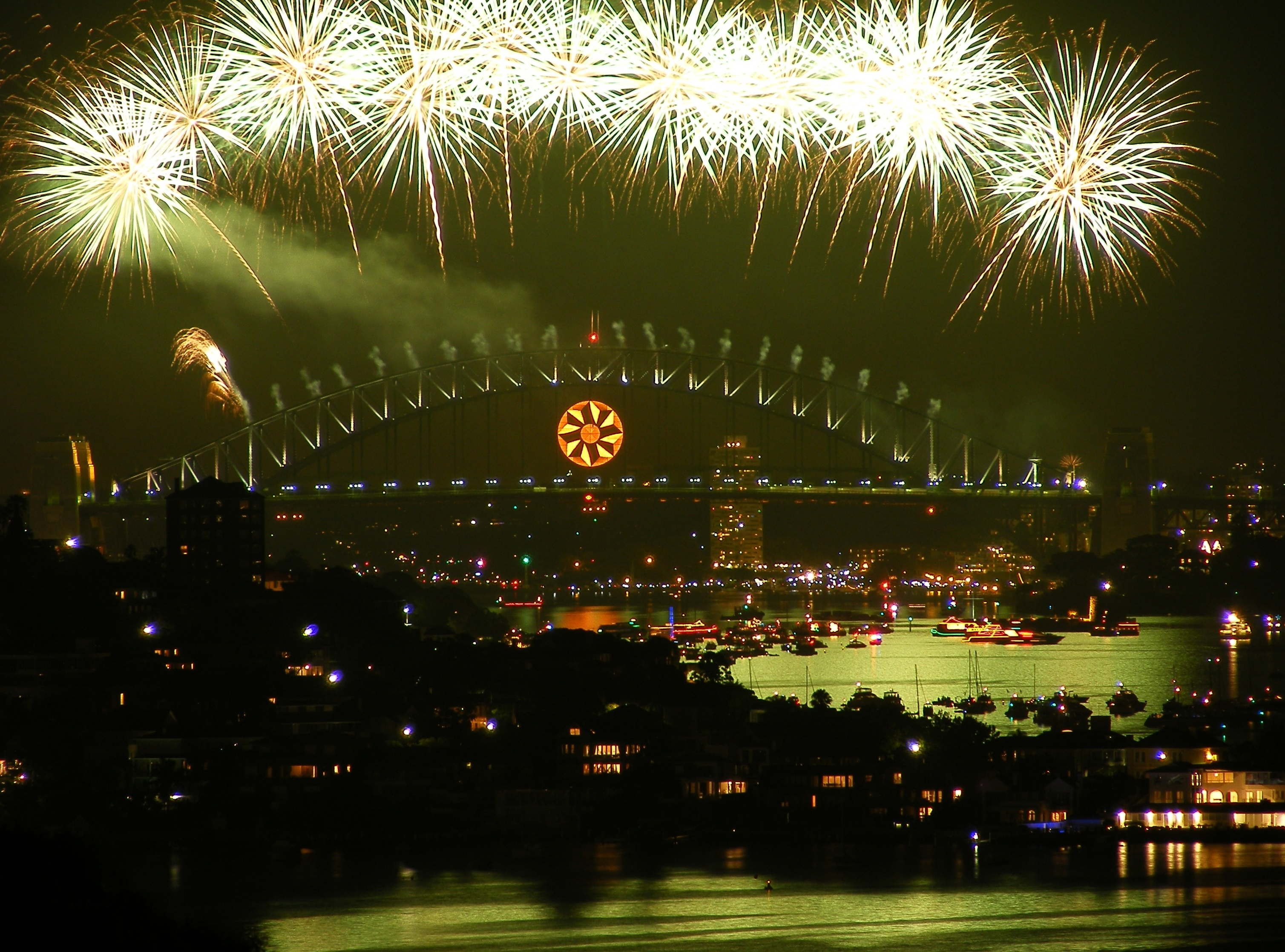
La secuencia de apertura de los fuegos artificiales de la medianoche de 2008-09, con un efecto que representa el sol situado sobre el puente

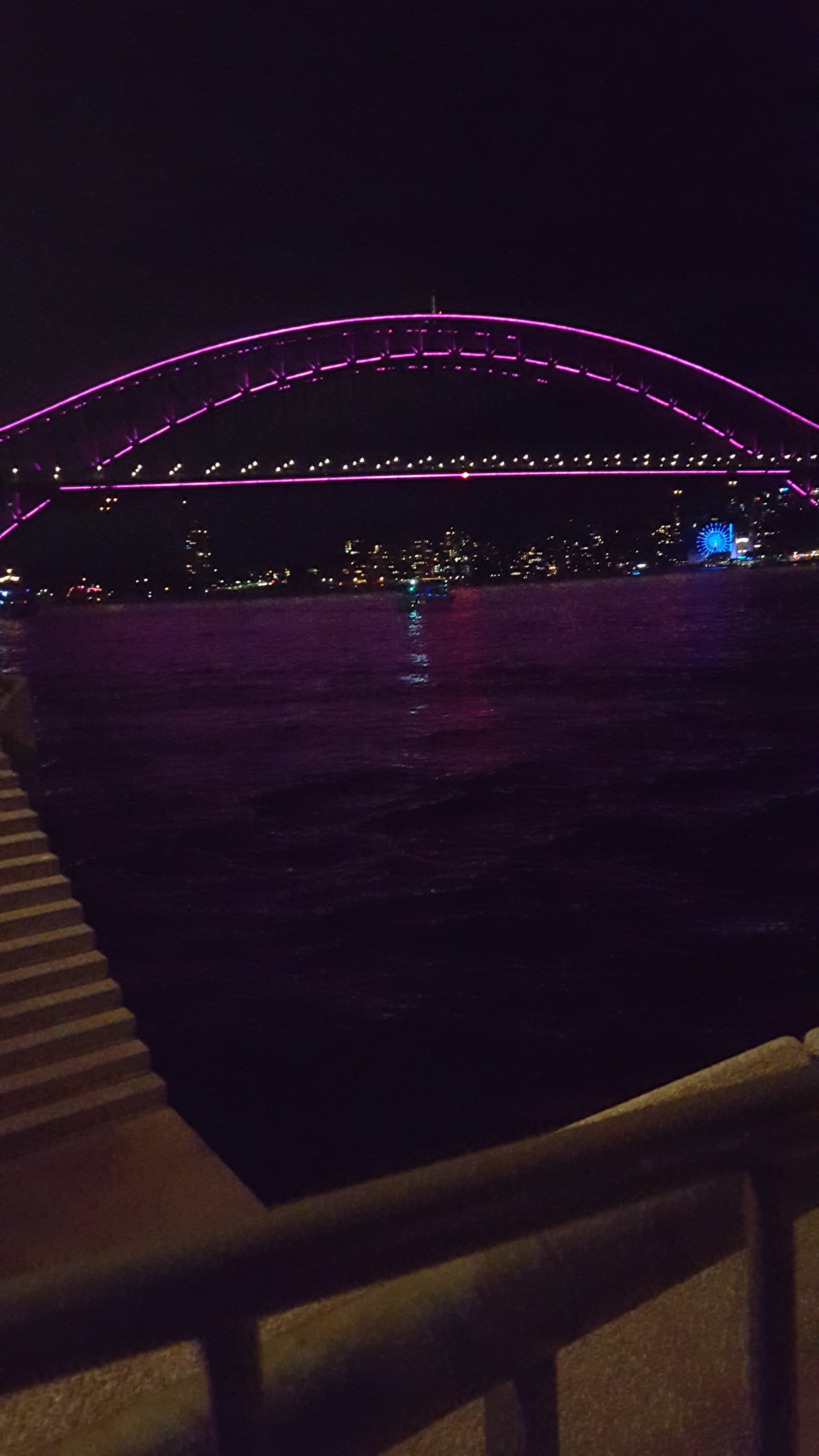
El puente de la bahía de Sídney iluminado durante el festival anual de luz y sonido Vivid Sydney

- Año Nuevo de 1999: la palabra "Eternity" con una elaborada caligrafía llena de lazos[118]
- Año Nuevo de 2000: Serpiente Arco Iris y la Estrella de la Federación Australiana
- Año Nuevo de 2001: el monte Uluru, la constelación Crux y la paloma de la paz
- Año Nuevo de 2002: paloma de la paz y la palabra "PEACE"
- Año Nuevo de 2003: espectáculo de luces
- Año Nuevo de 2004: "fanfarria"
- Año Nuevo de 2005: tres corazones concéntricos
- Año Nuevo de 2006: una percha y un diamante
- Año Nuevo de 2007: mandala
- Año Nuevo de 2008: un sol
- Año Nuevo de 2009: símbolo taijitu, una luna azul y un anillo de fuego
- Año Nuevo de 2010: huella de una mano, marca "X" y una mancha
- Año Nuevo de 2011: globo de diálogo de historieta, sol y arcoíris
- Año Nuevo de 2012: mariposa y un labio
- Año Nuevo de 2013: ojo
- Año Nuevo de 2014: bombilla
- Año Nuevo de 2015 en adelante: espectáculos de luces

Los números de la cuenta atrás de Nochevieja también aparecen en el lado este de los pilonos del puente.

### Marcha por la reconciliación
En mayo de 2000, el puente se cerró al acceso de vehículos durante un día para permitir que se llevara a cabo una marcha especial de reconciliación, la "Walk for Reconciliation". La marcha se organizó como un acto de desagravio tras conocerse una investigación sobre las generaciones robadas de niños aborígenes, puestos por la fuerza al cuidado de padres blancos en un plan del gobierno estatal poco publicitado. Se estima que entre 200.000 y 300.000 personas caminaron por el puente en un gesto simbólico para acabar con la división entre blancos y aborígenes.

### Juegos Olímpicos de Sídney 2000
Durante los Juegos Olímpicos de Sídney, celebrados en la ciudad australiana entre septiembre y octubre del año 2000, el puente fue adornado con los anillos olímpicos, y formó parte del recorrido de la antorcha olímpica hasta el estadio. Los maratones masculino y femenino también incluyeron como parte de su ruta hacia el estadio olímpico el paso por el puente, donde también se realizó un espectáculo de fuegos artificiales al final de la ceremonia de clausura. Desde entonces, el lado este del puente se ha utilizado varias veces como marco para lanzar fuegos artificiales, especialmente durante los elaborados espectáculos de Nochevieja.

### Promoción de la Fórmula 1
En 2005, el piloto Mark Webber condujo un automóvil Williams-BMW de Fórmula 1 a través del puente.

### 75 aniversario

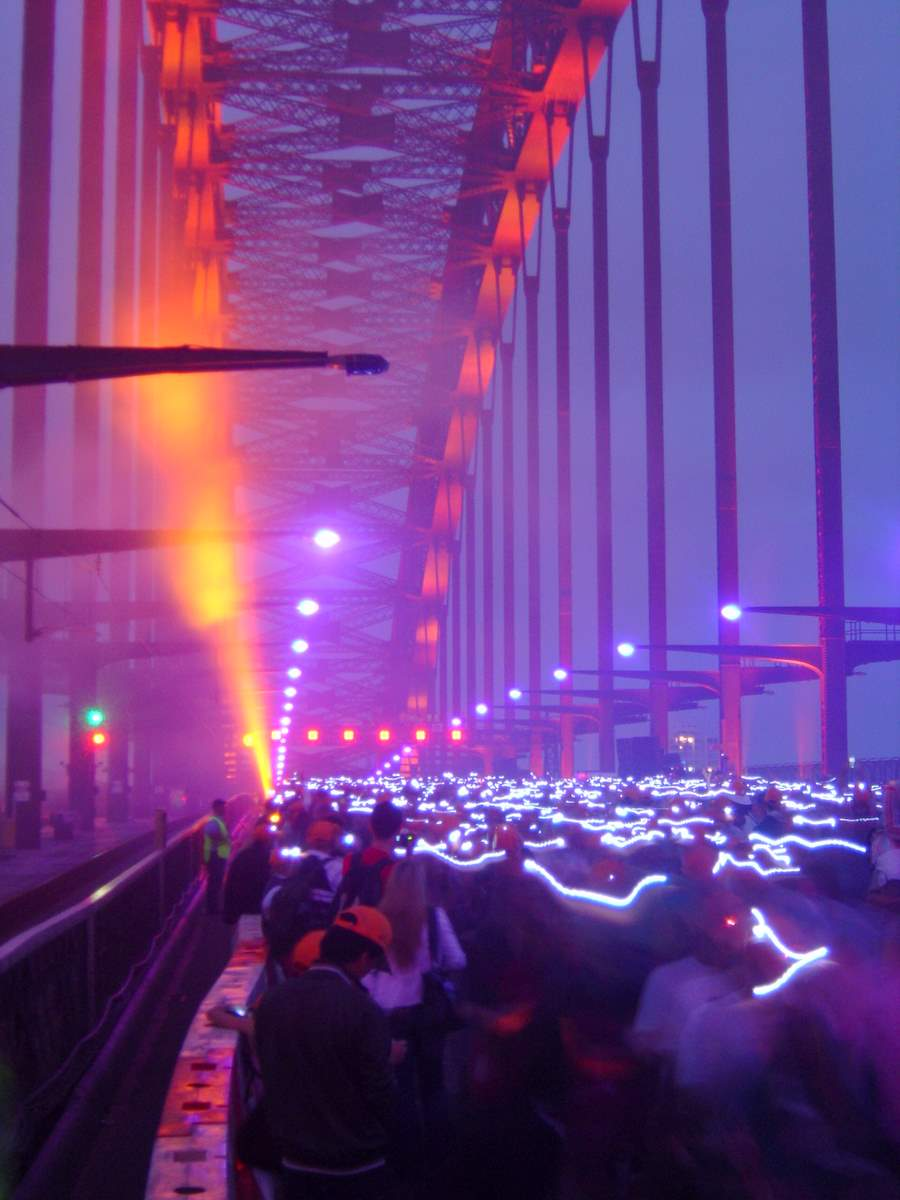
Caminantes con gorras iluminadas con luces LED en el 75 Aniversario del puente

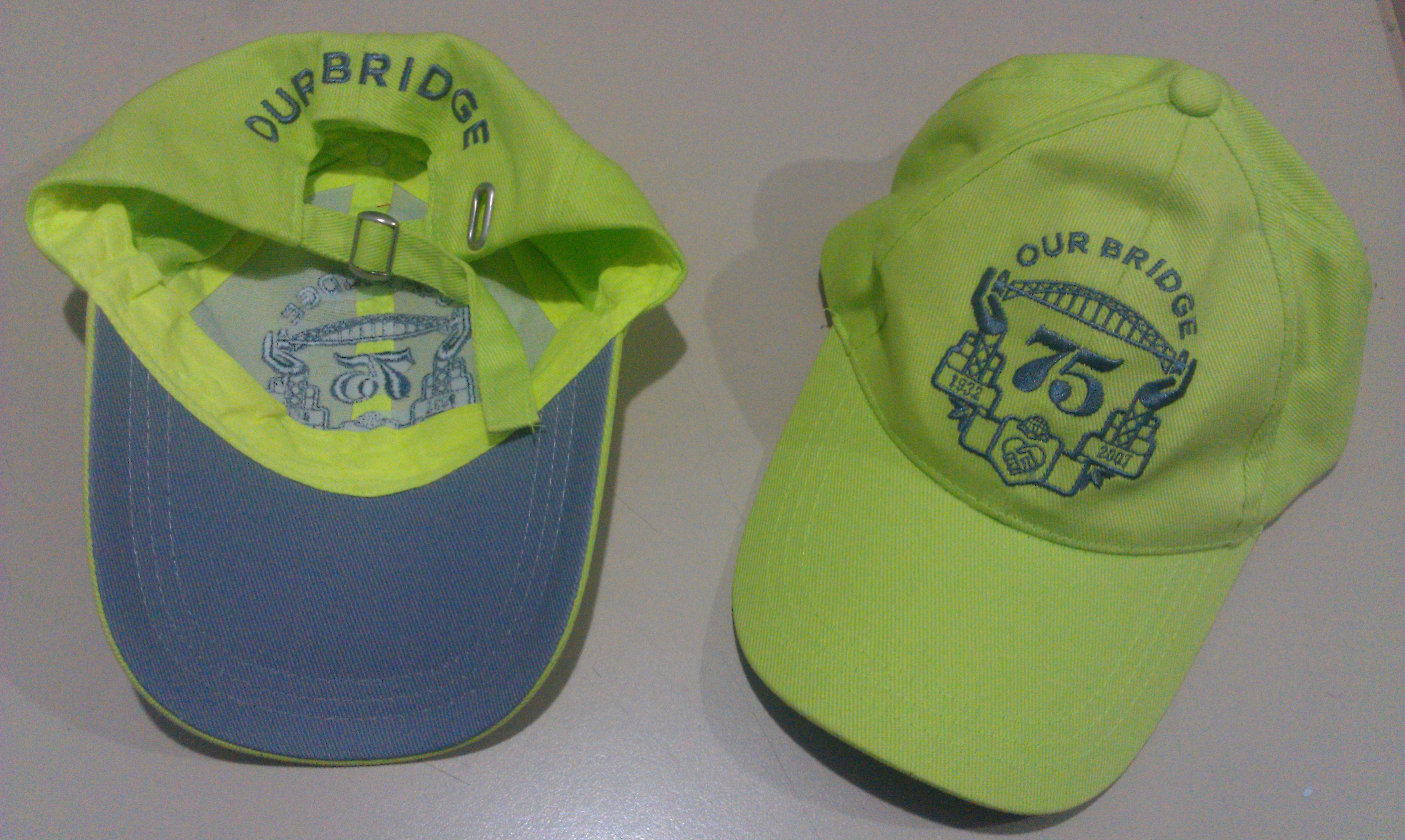
Gorras conmemorativas entregadas a los caminantes

En 2007, se conmemoró el 75 aniversario de su inauguración con una exposición en el Museo de Sídney, denominada "Bridging Sydney". Una iniciativa del Fideicomiso de Edificios Históricos, la exposición presentó documentos inéditos, como fotografías y pinturas con propuestas, planos y bocetos alternativos de puentes y túneles raros y nunca antes vistos.
El 18 de marzo de 2007 se celebró el 75º aniversario del puente de la bahía de Sídney. La ocasión estuvo marcada con una ceremonia de inauguración por parte de la gobernadora, Marie Bashir y del primer ministro, Morris Iemma. Posteriormente, el puente se cerró al tráfico y se abrió a los peatones que deseasen caminar hacia el sur desde Milsons Point o desde el Norte de Sídney. Varias carreteras importantes, principalmente en el distrito financiero central, estuvieron cerradas durante el día. Una ceremonia de inhalación de humo aborigen se llevó a cabo a las 7:00 p. m.
En el evento participaron aproximadamente 250.000 personas (50.000 más de las inscritas). Se distribuyeron gorras de recuerdo de color verde brillante a los caminantes. Una serie de altavoces colocados a intervalos en el puente formaban una muestra de documentos sonoros. Cada grupo de altavoces transmitía sonido y música de una época particular (por ejemplo, el discurso de abdicación del rey Eduardo VIII; o el discurso de Gough Whitlam en el Parlamento durante la crisis constitucional de 1975), el efecto general era que el paisaje sonoro "fluiría" a través de la historia a medida que los caminantes avanzaban por el puente. Un espectáculo de luces comenzó después del atardecer y continuó hasta bien entrada la noche, bañando el puente con una iluminación multicolor en constante cambio, diseñada para resaltar las características estructurales del puente. Por la noche, las gorras de color amarillo brillante fueron reemplazadas por gorras de color naranja con una pequeña y brillante luz LED. El puente se cerró a los peatones alrededor de las 8:30 p. m.

### Desayuno en el puente
El 25 de octubre de 2009 se colocó césped sobre los ocho carriles asfaltados, y 6.000 personas celebraron un pícnic en el puente acompañado de música en vivo. El evento se repitió en 2010. Aunque originalmente estaba programado nuevamente para 2011, el evento se trasladó a Bondi Beach debido a la preocupación acerca del efecto sobre el tráfico de vehículos que podría causar el cierre prolongado del puente.

### 80 aniversario
El 19 de marzo de 2012, se celebró el 80 aniversario del puente de la bahía de Sídney con un pícnic dedicado a las historias de personas con conexiones personales con el puente. Además, Google dedicó su doodle del día 19 al evento.
Durante la celebración, el ministro de Carreteras de Nueva Gales del Sur, Duncan Gay, hizo pública una propuesta para mejorar los sistemas de peaje del puente.

### Protestas
Varias protestas han provocado disturbios en el puente de la bahía de Sídney. En 2019, activistas de Greenpeace escalaron el puente y fueron arrestados poco después. En 2021, varios conductores de camiones y autobuses obstruyeron el puente durante varias horas; estaban protestando por el bloqueo de COVID-19.
La activista medioambiental Violet Coco bloqueó un carril de tráfico en 2022 como parte de una protesta por el cambio climático.

## Banderas

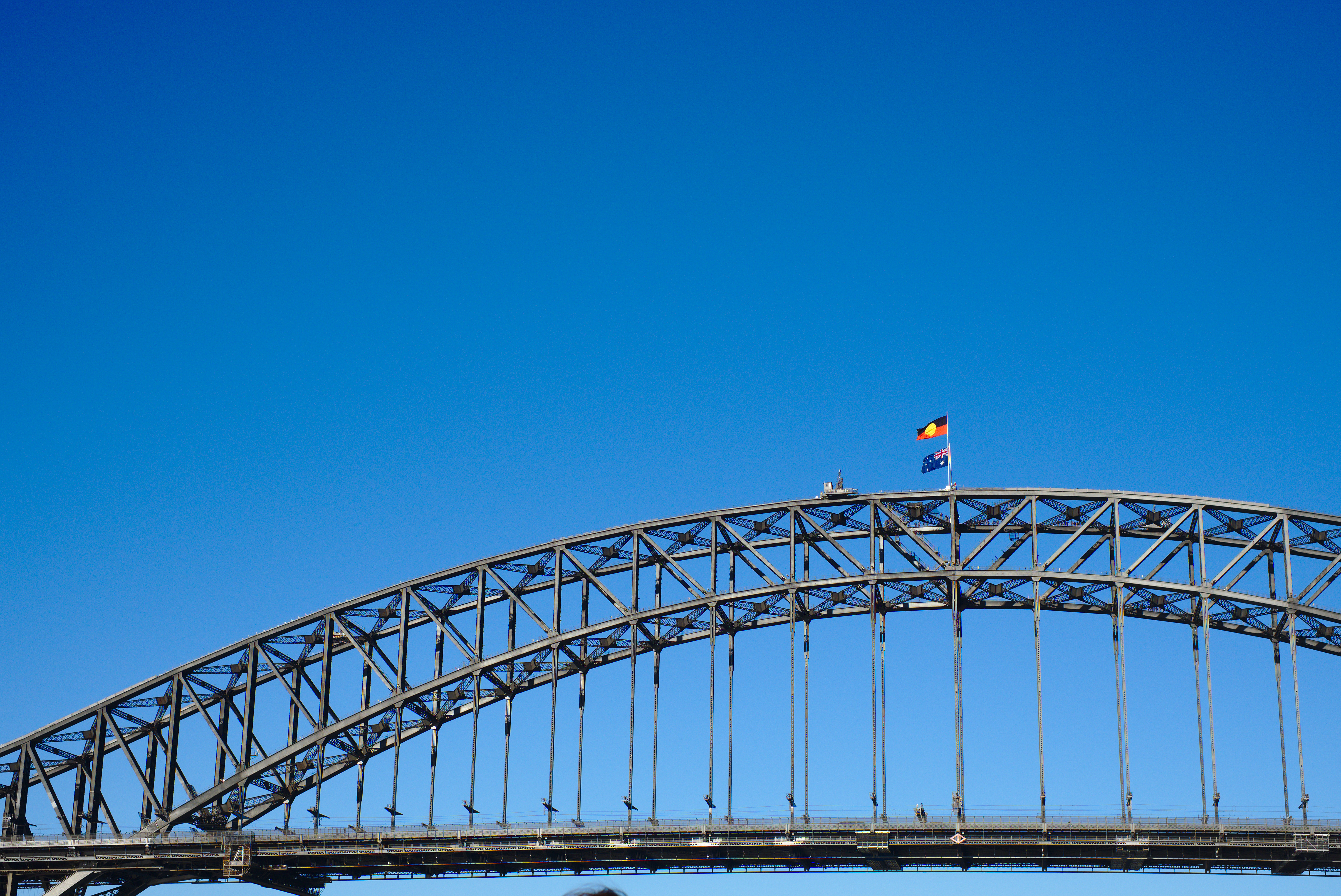
Las banderas aborigen y de Australia ondeando en el puente de la bahía de Sídney

Históricamente, las banderas de Australia y de Nueva Gales del Sur habían ondeado sobre el puente, y la bandera aborigen ondeaba durante diecinueve días al año. Sin embargo, en febrero de 2022, el primer ministro Dominic Perrottet anunció que las banderas de Australia, Nueva Gales del Sur y de los aborígenes ondearían permanentemente, para lo que se añadió un tercer mástil al efecto. En julio de 2022, se anunció que la bandera aborigen reemplazaría a la bandera de Nueva Gales del Sur, a la que se le dio una ubicación destacada dentro de la remodelación de Macquarie Street East, cerca de Royal Mint y de los Cuarteles de Hyde Park.

## Citas

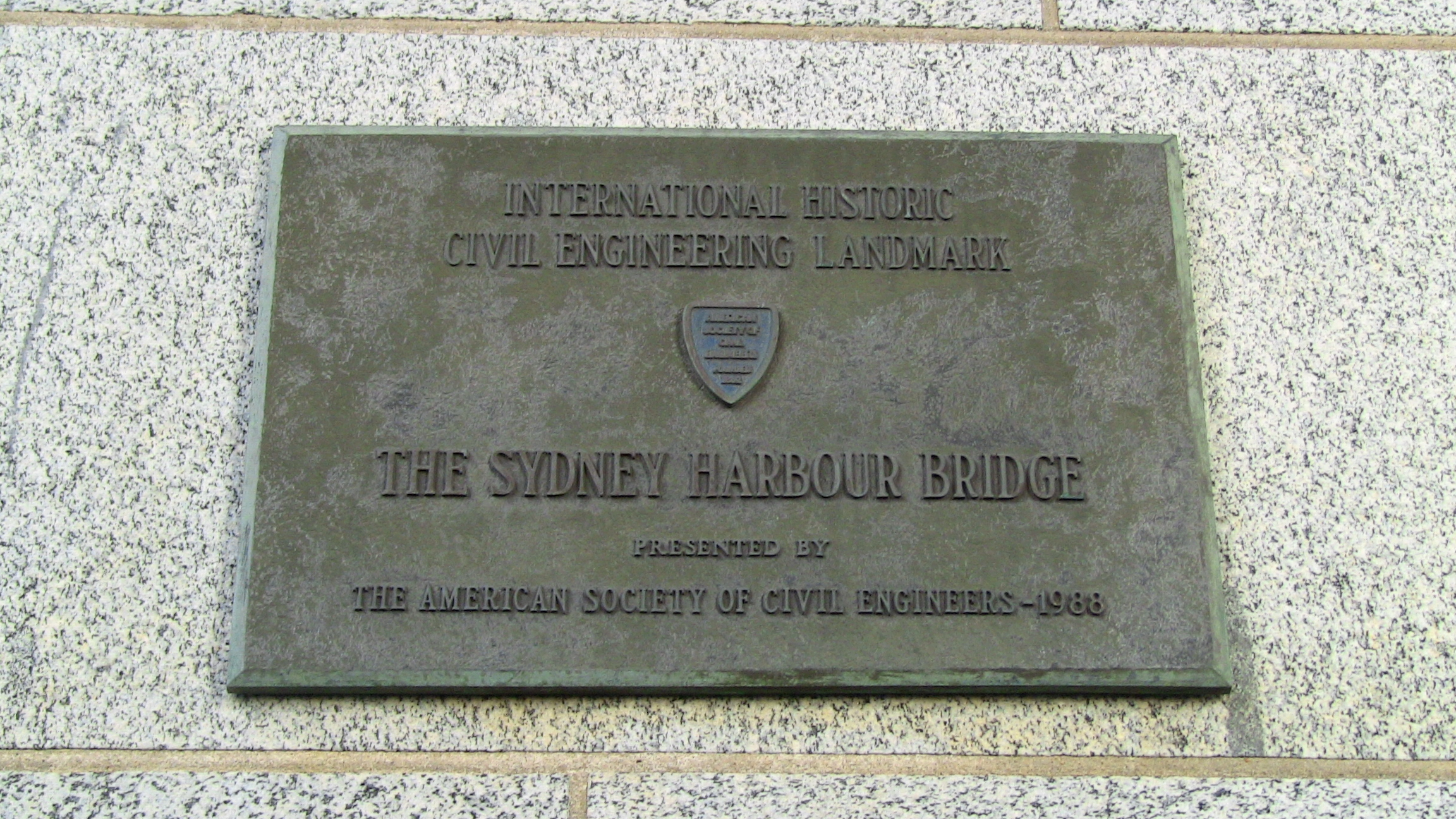
Presentación de la placa otorgada por la Sociedad Estadounidense de Ingenieros Civiles al puente como "Hito histórico internacional de la ingeniería civil" en 1988

Allí el orgulloso arco Coloso cabalga
sobre arroyos resplandecientes y contenía la marea amenazadora.
Observación profética de Sydney Cove por Erasmus Darwin, abuelo de Charles Darwin, de su poema "Visita de la esperanza en Sydney Cove, cerca de Botany Bay", (1789)

Inauguro este puente en nombre de Su Majestad el Rey y de todos los ciudadanos decentes de Nueva Gales del Sur.
Francis de Groot "inaugurando" el puente de la bahía de Sídney, (1932). A su organización, la Nueva Guardia, le había molestado el hecho de que no se hubiera pedido al rey Jorge V que inaugurara el puente.

Para desenvolverse en Australia hay que hacer dos observaciones. Diga: "Tenéis el puente más hermoso del mundo" y "Me dicen que volvisteis a derrotar a Inglaterra en el cricket". La primera afirmación será mentira. El Puente de Sídney  [sic] es grande, utilitario y el símbolo de Australia, como la Estatua de la Libertad o la Torre Eiffel. Pero es muy feo. Pero ningún australiano lo admitirá.
James A. Michener sobre el puente de la bahía de Sídney en su libro Return to Paradise, (1951).

...en un gesto de anómalo regocijo, en el peor momento de la depresión, Sídney inauguró su puente de la bahía, una de las estructuras talismán de la Tierra y, con diferencia, la cosa más sorprendente jamás construida en Australia. En ese momento, creo, comenzó el Sídney contemporáneo, quizás el Sídney definitivo.
Jan Morris da su propia opinión sobre el puente en su libro Sydney, (1982)

...puedes verlo desde todos los rincones de la ciudad, arrastrándose en el encuadre desde los ángulos más extraños, como un tío tuyo que quiere aparecer en cada instantánea. Desde lejos tiene una especie de moderación galante, majestuosa pero no asertiva, pero de cerca es todo poder. Se eleva por encima de ti, tan alto que podrías pasar por debajo con un edificio de diez pisos, y parece la cosa más pesada del mundo. Todo lo que hay en él –los bloques de piedra de sus cuatro torres, el entramado de vigas, las placas de metal, los seis millones de remaches (con cabezas como manzanas partidas por la mitad)– es lo más grande de su tipo que jamás hayas visto... Es un gran puente.
Impresiones del escritor de viajes estadounidense Bill Bryson sobre el puente de la bahía de Sídney en su libro Down Under (2000).

## Elemento patrimonial catalogado

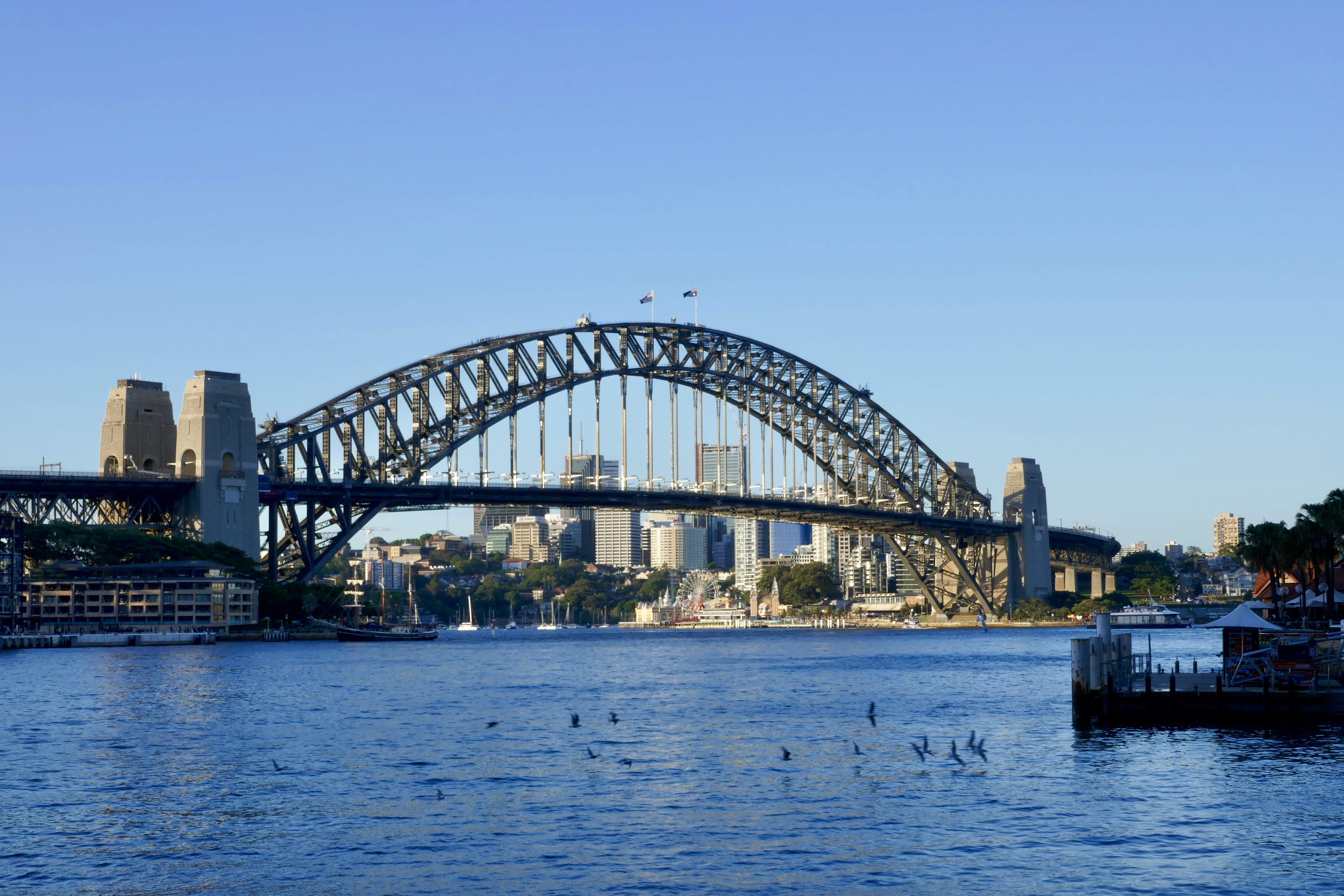
El puente de la bahía es un aspecto importante del patrimonio cultural y arquitectónico de Sídney

En el momento de su construcción y hasta hace poco, el puente era el arco de acero de un solo tramo más largo del mundo. Sus pilonos y sus accesos son elementos importantes del paisaje urbano de las zonas cercanas y también de algunas zonas alejadas. El acceso curvo hacia el norte ofrece una gran entrada hacia la bahía con vistas del puente y del puerto que cambian continuamente. El puente ha sido un factor importante en el patrón de crecimiento del área metropolitana de Sídney, particularmente en el desarrollo residencial de los años posteriores a la Segunda Guerra Mundial. En las décadas de 1960 y 1970, el distrito central de negocios se había extendido hasta el lado norte del puente, en North Sydney, lo que se debió en parte al fácil acceso proporcionado por el puente y también a los crecientes problemas de tráfico asociados con el mismo.
El puente de la bahía de Sídney se incluyó en el Registro del Patrimonio Estatal de Nueva Gales del Sur el 25 de junio de 1999, habiendo cumplido los siguientes criterios:
El lugar es importante para demostrar el curso o patrón de la historia cultural o natural de Nueva Gales del Sur.
El puente es una de las hazañas más notables de la construcción de estructuras. En el momento de su construcción y hasta hace poco, era el puente de arco de acero de un solo tramo más largo del mundo y, en general, sigue siendo el más grande.
Bradfield Park North (paredes de arenisca)
"Los restos arqueológicos demuestran una fase anterior de desarrollo urbano dentro de Milsons Point y el recinto más amplio del norte de Sídney. Los muros son una evidencia física de que existieron varias residencias del siglo XIX en aquel lugar, que fueron reanudadas y demolidas como parte de la construcción del puente de la bahía de Sídney".
El lugar es importante para demostrar características estéticas y/o un alto grado de logro creativo o técnico en Nueva Gales del Sur.
El puente, sus pilonos y sus accesos son elementos importantes del paisaje urbano de zonas cercanas y alejadas de él. El acceso curvo hacia el norte ofrece una gran entrada al puente con vistas que cambian continuamente del puente y de la bahía.
El lugar tiene una asociación fuerte o especial con una comunidad o grupo cultural particular en Nueva Gales del Sur por razones sociales, culturales o espirituales.
El puente ha sido un factor importante en el patrón de crecimiento del área metropolitana de Sídney, particularmente en el desarrollo residencial en los años posteriores a la Segunda Guerra Mundial. En las décadas de 1960 y 1970, el distrito central de negocios se había extendido hasta el lado norte del puente en el Norte de Sídney, lo que se debió en parte al fácil acceso proporcionado por el puente y también a los crecientes problemas de tráfico asociados con el puente.
El lugar tiene potencial para proporcionar información que contribuya a la comprensión de la historia cultural o natural de Nueva Gales del Sur.
Bradfield Park North (paredes de arenisca)
"Los restos arqueológicos tienen cierto potencial para proporcionar información sobre la ocupación residencial y comercial anterior de Milsons Point antes de la construcción del enlace de transporte del puente de la bahía de Sídney".

## Premio al patrimonio de ingeniería
El puente fue catalogado como Monumento Nacional de Ingeniería por Engineers Australia en 1988, como parte de su Programa de reconocimiento del patrimonio de la ingeniería.

## Véase también

Comparación del alzado del puente de la bahía de Sídney con algunos puentes notables a la misma escala

### Atribución
- Este artículo de Wikipedia contiene material del Puente de la bahía de Sídney, accesos y viaductos (carretera y ferrocarril) entrada número 781 en el Registro del Patrimonio del Estado de Nueva Gales del Sur publicado por el Estado de Nueva Gales del Sur (Departamento de Planificación y Medio Ambiente) 2018 bajo licencia CC-BY 4.0, consultado el 13 de octubre de 2018.